# Lista över insjöar i Sverige med namn som slutar på -träsket (Lappland)
Lista över insjöar i Sverige med artikel på Wikipedia som slutar på -träsket (Lappland):
- Abborrträsket (Arvidsjaurs socken, Lappland, 726546-166678), sjö i Arvidsjaurs kommun och Lappland 65°26′42″N 19°23′30″Ö / 65.44499°N 19.39172°Ö
- Abborrträsket (Arvidsjaurs socken, Lappland, 727063-163391), sjö i Arvidsjaurs kommun och Lappland 65°30′49″N 18°41′58″Ö / 65.51358°N 18.69949°Ö
- Abborrträsket (Gällivare socken, Lappland, 741362-171230), sjö i Gällivare kommun och Lappland 66°44′46″N 20°37′32″Ö / 66.74610°N 20.62557°Ö
- Abborrträsket (Gällivare socken, Lappland, 745111-169611), sjö i Gällivare kommun och Lappland 67°05′15″N 20°19′56″Ö / 67.08739°N 20.33211°Ö
- Abborrträsket (Jokkmokks socken, Lappland), sjö i Jokkmokks kommun och Lappland 66°13′50″N 19°46′20″Ö / 66.23061°N 19.77214°Ö
- Abborrträsket (Jukkasjärvi socken, Lappland), sjö i Kiruna kommun och Lappland 67°41′58″N 20°55′21″Ö / 67.69947°N 20.92249°Ö
- Abborrträsket (Lycksele socken, Lappland), sjö i Lycksele kommun och Lappland 64°44′05″N 18°42′27″Ö / 64.73472°N 18.70750°Ö
- Abborrträsket (Malå socken, Lappland), sjö i Malå kommun och Lappland 65°21′06″N 18°45′06″Ö / 65.35171°N 18.75175°Ö
- Abborrträsket (Sorsele socken, Lappland), sjö i Sorsele kommun och Lappland 65°32′16″N 18°07′09″Ö / 65.53790°N 18.11920°Ö
- Abborrträsket (Vilhelmina socken, Lappland), sjö i Vilhelmina kommun och Lappland 64°33′16″N 17°31′18″Ö / 64.55436°N 17.52173°Ö
- Abmoträsket, sjö i Sorsele kommun och Lappland 65°26′41″N 17°39′06″Ö / 65.44472°N 17.65162°Ö
- Akersträsket, sjö i Sorsele kommun och Lappland 65°36′29″N 17°22′23″Ö / 65.60816°N 17.37311°Ö
- Alsträsket, sjö i Lycksele kommun och Lappland 64°40′16″N 17°32′01″Ö / 64.67122°N 17.53351°Ö
- Alträsket, Lappland, sjö i Lycksele kommun och Lappland 64°46′38″N 18°46′05″Ö / 64.77733°N 18.76805°Ö
- Arnträsket, Lappland, sjö i Lycksele kommun och Lappland 64°21′56″N 18°19′10″Ö / 64.36557°N 18.31934°Ö
- Atjaträsket, sjö i Sorsele kommun och Lappland 65°41′00″N 17°07′15″Ö / 65.68339°N 17.12090°Ö
- Attjeträsket, sjö i Lycksele kommun och Lappland 64°31′21″N 18°32′21″Ö / 64.52241°N 18.53904°Ö
- Austräsket, sjö i Sorsele kommun och Lappland 65°27′18″N 17°51′21″Ö / 65.45492°N 17.85577°Ö
- Baselesträsket, sjö i Sorsele kommun och Lappland 65°20′18″N 18°06′50″Ö / 65.33832°N 18.11390°Ö
- Bastuträsket (Jokkmokks socken, Lappland), sjö i Jokkmokks kommun och Lappland 66°23′07″N 20°35′22″Ö / 66.38522°N 20.58958°Ö
- Bastuträsket (Lycksele socken, Lappland), sjö i Lycksele kommun och Lappland 64°44′27″N 18°39′03″Ö / 64.74093°N 18.65081°Ö
- Bergträsket (Arvidsjaurs socken, Lappland, 729859-169242), sjö i Arvidsjaurs kommun och Lappland 65°43′44″N 20°00′20″Ö / 65.72881°N 20.00555°Ö
- Bergträsket (Arvidsjaurs socken, Lappland, 730683-167080), sjö i Arvidsjaurs kommun och Lappland 65°49′04″N 19°31′48″Ö / 65.81776°N 19.53010°Ö
- Bjurträsket, Lappland, sjö i Lycksele kommun och Lappland 64°34′20″N 17°53′35″Ö / 64.57228°N 17.89312°Ö
- Björkträsket, Lappland, sjö i Arvidsjaurs kommun och Lappland 65°35′13″N 19°41′53″Ö / 65.58688°N 19.69799°Ö
- Björnträsket, Lappland, sjö i Lycksele kommun och Lappland 64°34′25″N 18°13′39″Ö / 64.57354°N 18.22744°Ö
- Blisterträsket, sjö i Arvidsjaurs kommun och Lappland 65°41′41″N 19°44′55″Ö / 65.69480°N 19.74866°Ö
- Blåsträsket (Arvidsjaurs socken, Lappland), sjö i Arvidsjaurs kommun och Lappland 65°21′03″N 19°45′51″Ö / 65.35081°N 19.76411°Ö
- Blåsträsket (Lycksele socken, Lappland), sjö i Lycksele kommun och Lappland 65°12′17″N 18°17′11″Ö / 65.20482°N 18.28649°Ö
- Bockträsket (Lycksele socken, Lappland), sjö i Lycksele kommun och Lappland 64°32′26″N 18°51′50″Ö / 64.54044°N 18.86391°Ö
- Bockträsket (Sorsele socken, Lappland), sjö i Sorsele kommun och Lappland 65°25′24″N 18°13′28″Ö / 65.42337°N 18.22439°Ö
- Bredträsket (Arvidsjaurs socken, Lappland, 728202-168485), sjö i Arvidsjaurs kommun och Lappland 65°35′25″N 19°48′27″Ö / 65.59032°N 19.80749°Ö
- Bredträsket (Arvidsjaurs socken, Lappland, 728932-169277), sjö i Arvidsjaurs kommun och Lappland 65°38′57″N 20°00′17″Ö / 65.64905°N 20.00481°Ö
- Bredträsket (Arvidsjaurs socken, Lappland, 728956-164365), sjö i Arvidsjaurs kommun och Lappland 65°40′10″N 18°56′15″Ö / 65.66945°N 18.93755°Ö
- Bredträsket (Lycksele socken, Lappland), sjö i Lycksele kommun och Lappland 64°51′56″N 17°47′16″Ö / 64.86544°N 17.78776°Ö
- Bredträsket (Malå socken, Lappland), sjö i Malå kommun och Lappland 65°28′07″N 18°19′54″Ö / 65.46855°N 18.33155°Ö
- Bredträsket (Örträsks socken, Lappland), sjö i Lycksele kommun och Lappland 64°15′18″N 18°47′34″Ö / 64.25489°N 18.79265°Ö
- Brunträsket (Arvidsjaurs socken, Lappland), sjö i Arvidsjaurs kommun och Lappland 65°43′53″N 19°38′15″Ö / 65.73140°N 19.63747°Ö
- Brunträsket (Malå socken, Lappland, 723196-164448), sjö i Malå kommun och Lappland 65°10′03″N 18°52′05″Ö / 65.16752°N 18.86792°Ö
- Brunträsket (Malå socken, Lappland, 723874-162190), sjö i Malå kommun och Lappland 65°13′40″N 18°23′44″Ö / 65.22775°N 18.39561°Ö
- Brännbergsträsket, sjö i Sorsele kommun och Lappland 65°34′36″N 17°12′10″Ö / 65.57672°N 17.20284°Ö
- Brännträsket (Arvidsjaurs socken, Lappland, 724859-165493), sjö i Arvidsjaurs kommun och Lappland 65°18′19″N 19°07′29″Ö / 65.30518°N 19.12473°Ö
- Brännträsket (Arvidsjaurs socken, Lappland, 729095-167505), sjö i Arvidsjaurs kommun och Lappland 65°40′28″N 19°36′29″Ö / 65.67448°N 19.60792°Ö
- Brännträsket (Arvidsjaurs socken, Lappland, 729160-167078), sjö i Arvidsjaurs kommun och Lappland 65°40′49″N 19°30′47″Ö / 65.68023°N 19.51314°Ö
- Brännträsket (Arvidsjaurs socken, Lappland, 730093-169496), sjö i Arvidsjaurs kommun och Lappland 65°44′46″N 20°04′28″Ö / 65.74621°N 20.07436°Ö
- Brännträsket (Malå socken, Lappland), sjö i Malå kommun och Lappland 65°11′59″N 19°05′55″Ö / 65.19963°N 19.09867°Ö
- Brännträsket (Sorsele socken, Lappland), sjö i Sorsele kommun och Lappland 65°30′58″N 18°13′35″Ö / 65.51621°N 18.22650°Ö
- Brännträsket (Stensele socken, Lappland), sjö i Storumans kommun och Lappland 65°21′10″N 16°25′27″Ö / 65.35281°N 16.42421°Ö
- Brånaträsket, sjö i Storumans kommun och Lappland 65°38′19″N 16°03′52″Ö / 65.63852°N 16.06441°Ö
- Burträsket, Lappland, sjö i Storumans kommun och Lappland 65°14′39″N 16°21′21″Ö / 65.24428°N 16.35578°Ö
- Byssträsket (Stensele socken, Lappland, 720976-156791), sjö i Storumans kommun och Lappland 64°58′53″N 17°15′37″Ö / 64.98142°N 17.26027°Ö
- Byssträsket (Stensele socken, Lappland, 721945-156799), sjö i Storumans kommun och Lappland 65°04′34″N 17°15′55″Ö / 65.07611°N 17.26522°Ö
- Bågaträsket, sjö i Lycksele kommun och Lappland 64°44′29″N 18°51′11″Ö / 64.74140°N 18.85300°Ö
- Bönträsket, sjö i Gällivare kommun och Lappland 66°34′50″N 21°59′12″Ö / 66.58044°N 21.98672°Ö
- Börstträsket, sjö i Arvidsjaurs kommun och Lappland 65°31′03″N 19°16′29″Ö / 65.51749°N 19.27463°Ö
- Börtingträsket, sjö i Storumans kommun och Lappland 64°53′50″N 17°23′58″Ö / 64.89711°N 17.39932°Ö
- Daddträsket, sjö i Sorsele kommun och Lappland 65°31′19″N 18°00′41″Ö / 65.52182°N 18.01135°Ö
- Dalträsket, sjö i Jokkmokks kommun och Lappland 66°18′48″N 20°27′37″Ö / 66.31347°N 20.46014°Ö
- Delmoträsket, sjö i Sorsele kommun och Lappland 65°17′05″N 17°39′31″Ö / 65.28484°N 17.65866°Ö
- Djup-Abborrträsket (Lycksele socken, Lappland, 716208-161111), sjö i Lycksele kommun och Lappland 64°32′59″N 18°07′03″Ö / 64.54973°N 18.11748°Ö
- Djup-Abborrträsket (Lycksele socken, Lappland, 716797-162512), sjö i Lycksele kommun och Lappland 64°35′31″N 18°23′46″Ö / 64.59203°N 18.39622°Ö
- Djupträsket (Arvidsjaurs socken, Lappland), sjö i Arvidsjaurs kommun och Lappland 65°27′14″N 19°22′28″Ö / 65.45393°N 19.37437°Ö
- Djupträsket (Jokkmokks socken, Lappland, 734357-168902), sjö i Jokkmokks kommun och Lappland 66°08′15″N 19°59′43″Ö / 66.13759°N 19.99535°Ö
- Djupträsket (Jokkmokks socken, Lappland, 735139-169374), sjö i Jokkmokks kommun och Lappland 66°12′07″N 20°06′13″Ö / 66.20191°N 20.10366°Ö
- Djupträsket (Jokkmokks socken, Lappland, 735492-167660), sjö i Jokkmokks kommun och Lappland 66°14′43″N 19°43′58″Ö / 66.24536°N 19.73280°Ö
- Djupträsket (Jokkmokks socken, Lappland, 737077-171492), sjö i Jokkmokks kommun och Lappland 66°21′41″N 20°36′36″Ö / 66.36140°N 20.61011°Ö
- Dräpträsket, sjö i Sorsele kommun och Lappland 65°12′50″N 18°05′29″Ö / 65.21402°N 18.09130°Ö
- Dunträsket, sjö i Arvidsjaurs kommun och Lappland 65°36′57″N 18°42′40″Ö / 65.61586°N 18.71109°Ö
- Döda träsket, Lappland, sjö i Jokkmokks kommun och Lappland 66°30′07″N 20°45′21″Ö / 66.50184°N 20.75591°Ö
- Edsträsket, sjö i Sorsele kommun och Lappland 65°27′47″N 17°52′27″Ö / 65.46292°N 17.87410°Ö
- Erlandsträsket, sjö i Lycksele kommun och Lappland 64°12′45″N 19°00′14″Ö / 64.21262°N 19.00390°Ö
- Erlanträsket, sjö i Lycksele kommun och Lappland 64°40′23″N 17°54′16″Ö / 64.67316°N 17.90444°Ö
- Falträsket, sjö i Lycksele kommun och Lappland 64°48′53″N 18°33′15″Ö / 64.81484°N 18.55411°Ö
- Fetträsket, sjö i Storumans kommun och Lappland 65°33′53″N 16°01′03″Ö / 65.56460°N 16.01755°Ö
- Fiskträsket, Lappland, sjö i Arvidsjaurs kommun och Lappland 65°34′27″N 18°30′50″Ö / 65.57418°N 18.51391°Ö
- Fjunträsket, sjö i Lycksele kommun och Lappland 64°40′08″N 18°19′28″Ö / 64.66884°N 18.32456°Ö
- Flakaträsket (Lycksele socken, Lappland), sjö i Lycksele kommun och Lappland 64°15′35″N 18°29′53″Ö / 64.25962°N 18.49816°Ö
- Flakaträsket (Tärna socken, Lappland), sjö i Storumans kommun och Lappland 65°26′06″N 16°41′43″Ö / 65.43488°N 16.69529°Ö
- Flokträsket, sjö i Sorsele kommun och Lappland 65°08′37″N 18°01′38″Ö / 65.14364°N 18.02724°Ö
- Flöderträsket, sjö i Arvidsjaurs kommun och Lappland 65°40′11″N 19°14′43″Ö / 65.66973°N 19.24515°Ö
- Fnoskträsket, sjö i Malå kommun och Lappland 65°14′18″N 18°29′39″Ö / 65.23841°N 18.49404°Ö
- Frakenträsket, sjö i Arvidsjaurs kommun och Lappland 65°21′42″N 19°32′47″Ö / 65.36158°N 19.54644°Ö
- Fräkenträsket, Lappland, sjö i Arvidsjaurs kommun och Lappland 65°21′59″N 18°59′19″Ö / 65.36639°N 18.98852°Ö
- Fårträsket (Malå socken, Lappland), sjö i Malå kommun och Lappland 65°09′20″N 18°39′52″Ö / 65.15547°N 18.66444°Ö
- Fårträsket (Sorsele socken, Lappland, 725818-154367), sjö i Sorsele kommun och Lappland 65°25′05″N 16°45′43″Ö / 65.41806°N 16.76192°Ö
- Fårträsket (Sorsele socken, Lappland, 726915-159819), sjö i Sorsele kommun och Lappland 65°29′59″N 17°56′38″Ö / 65.49964°N 17.94378°Ö
- Gallakträsket, sjö i Arvidsjaurs kommun och Lappland 65°28′36″N 19°04′35″Ö / 65.47656°N 19.07625°Ö
- Gallaträsket, sjö i Bodens kommun och Lappland 66°18′07″N 21°23′20″Ö / 66.30207°N 21.38884°Ö
- Gausträsket, sjö i Storumans kommun och Lappland 65°02′21″N 17°49′08″Ö / 65.03918°N 17.81891°Ö
- Gautsträsket, sjö i Sorsele kommun och Lappland 65°56′55″N 16°16′38″Ö / 65.94868°N 16.27722°Ö
- Geristräsket, sjö i Sorsele kommun och Lappland 65°29′06″N 17°16′37″Ö / 65.48506°N 17.27698°Ö
- Geriträsket, sjö i Sorsele kommun och Lappland 65°12′31″N 17°56′46″Ö / 65.20853°N 17.94612°Ö
- Gesikträsket, sjö i Sorsele kommun och Lappland 65°23′53″N 17°26′53″Ö / 65.39799°N 17.44794°Ö
- Getträsket, sjö i Arvidsjaurs kommun och Lappland 65°36′46″N 19°09′13″Ö / 65.61278°N 19.15355°Ö
- Gipperträsket, sjö i Sorsele kommun och Lappland 65°36′33″N 17°13′35″Ö / 65.60924°N 17.22628°Ö
- Glommersträsket, sjö i Arvidsjaurs kommun och Lappland 65°15′13″N 19°38′53″Ö / 65.25366°N 19.64816°Ö
- Granträsket (Arjeplogs socken, Lappland), sjö i Arjeplogs kommun och Lappland 65°52′01″N 18°11′45″Ö / 65.86693°N 18.19593°Ö
- Granträsket (Arvidsjaurs socken, Lappland, 725963-166093), sjö i Arvidsjaurs kommun och Lappland 65°24′19″N 19°16′06″Ö / 65.40539°N 19.26842°Ö
- Granträsket (Arvidsjaurs socken, Lappland, 726673-166508), sjö i Arvidsjaurs kommun och Lappland 65°27′29″N 19°21′54″Ö / 65.45801°N 19.36500°Ö
- Granträsket (Arvidsjaurs socken, Lappland, 727980-167939), sjö i Arvidsjaurs kommun och Lappland 65°34′26″N 19°41′40″Ö / 65.57376°N 19.69451°Ö
- Granträsket (Arvidsjaurs socken, Lappland, 729905-165879), sjö i Arvidsjaurs kommun och Lappland 65°44′55″N 19°16′23″Ö / 65.74874°N 19.27293°Ö
- Granträsket (Lycksele socken, Lappland, 713888-162132), sjö i Lycksele kommun och Lappland 64°20′15″N 18°19′27″Ö / 64.33739°N 18.32423°Ö
- Granträsket (Lycksele socken, Lappland, 715003-161038), sjö i Lycksele kommun och Lappland 64°26′14″N 18°04′54″Ö / 64.43721°N 18.08162°Ö
- Granträsket (Lycksele socken, Lappland, 718010-160148), sjö i Lycksele kommun och Lappland 64°42′32″N 17°56′16″Ö / 64.70893°N 17.93784°Ö
- Granträsket (Sorsele socken, Lappland), sjö i Sorsele kommun och Lappland 65°04′15″N 17°56′41″Ö / 65.07082°N 17.94462°Ö
- Gravarträsket, sjö i Malå kommun och Lappland 65°11′01″N 19°17′17″Ö / 65.18359°N 19.28813°Ö
- Grundträsket (Arjeplogs socken, Lappland), sjö i Arjeplogs kommun och Lappland 66°15′28″N 17°56′21″Ö / 66.25777°N 17.93929°Ö
- Grundträsket (Arvidsjaurs socken, Lappland, 725365-167013), sjö i Arvidsjaurs kommun och Lappland 65°20′18″N 19°27′25″Ö / 65.33835°N 19.45693°Ö
- Grundträsket (Arvidsjaurs socken, Lappland, 725801-166158), sjö i Arvidsjaurs kommun och Lappland 65°23′26″N 19°16′58″Ö / 65.39060°N 19.28284°Ö
- Grundträsket (Arvidsjaurs socken, Lappland, 727085-163556), sjö i Arvidsjaurs kommun och Lappland 65°30′31″N 18°43′41″Ö / 65.50854°N 18.72812°Ö
- Grundträsket (Arvidsjaurs socken, Lappland, 727888-164123), sjö i Arvidsjaurs kommun och Lappland 65°34′12″N 18°52′51″Ö / 65.57006°N 18.88093°Ö
- Grundträsket (Lycksele socken, Lappland, 717309-161814), sjö i Lycksele kommun och Lappland 64°38′46″N 18°16′12″Ö / 64.64616°N 18.26991°Ö
- Grundträsket (Lycksele socken, Lappland, 718353-165242), sjö i Lycksele kommun och Lappland 64°42′47″N 19°00′53″Ö / 64.71303°N 19.01460°Ö
- Grundträsket (Malå socken, Lappland, 723100-166292), sjö i Malå kommun och Lappland 65°08′38″N 19°16′54″Ö / 65.14396°N 19.28165°Ö
- Grundträsket (Malå socken, Lappland, 723296-163209), sjö i Malå kommun och Lappland 65°10′13″N 18°38′07″Ö / 65.17029°N 18.63529°Ö
- Grundträsket (Malå socken, Lappland, 724435-164030), sjö i Malå kommun och Lappland 65°16′21″N 18°49′52″Ö / 65.27241°N 18.83099°Ö
- Grundträsket (Sorsele socken, Lappland, 726456-158399), sjö i Sorsele kommun och Lappland 65°28′18″N 17°37′45″Ö / 65.47154°N 17.62912°Ö
- Grundträsket (Sorsele socken, Lappland, 727165-153569), sjö i Sorsele kommun och Lappland 65°32′38″N 16°34′11″Ö / 65.54382°N 16.56982°Ö
- Grundträsket (Sorsele socken, Lappland, 729072-157661), sjö i Sorsele kommun och Lappland 65°42′27″N 17°28′48″Ö / 65.70759°N 17.47997°Ö
- Grundträsket (Sorsele socken, Lappland, 730497-149055), sjö i Sorsele kommun och Lappland 65°50′55″N 15°36′07″Ö / 65.84873°N 15.60191°Ö
- Grundträsket (Stensele socken, Lappland), sjö i Storumans kommun och Lappland 65°00′07″N 17°19′17″Ö / 65.00190°N 17.32139°Ö
- Grundträsket (Vilhelmina socken, Lappland), sjö i Vilhelmina kommun och Lappland 65°21′18″N 15°25′07″Ö / 65.35510°N 15.41864°Ö
- Grövträsket, sjö i Malå kommun och Lappland 65°07′50″N 18°28′19″Ö / 65.13056°N 18.47204°Ö
- Gubbträsket (Lycksele socken, Lappland, 713847-162086), sjö i Lycksele kommun och Lappland 64°20′18″N 18°17′54″Ö / 64.33829°N 18.29823°Ö
- Gubbträsket (Lycksele socken, Lappland, 721990-160544), sjö i Lycksele kommun och Lappland 65°03′32″N 18°03′53″Ö / 65.05900°N 18.06483°Ö
- Gukkisträsket, sjö i Sorsele kommun och Lappland 65°27′23″N 17°18′03″Ö / 65.45630°N 17.30082°Ö
- Gäddträsket (Arvidsjaurs socken, Lappland), sjö i Arvidsjaurs kommun och Lappland 66°00′59″N 19°41′38″Ö / 66.01641°N 19.69396°Ö
- Gäddträsket (Jukkasjärvi socken, Lappland), sjö i Kiruna kommun och Lappland 67°35′30″N 20°55′16″Ö / 67.59171°N 20.92102°Ö
- Gäddträsket (Lycksele socken, Lappland, 714737-164564), sjö i Lycksele kommun och Lappland 64°24′38″N 18°49′10″Ö / 64.41064°N 18.81955°Ö
- Gäddträsket (Lycksele socken, Lappland, 716230-161459), sjö i Lycksele kommun och Lappland 64°32′35″N 18°11′44″Ö / 64.54319°N 18.19555°Ö
- Gäddträsket (Sorsele socken, Lappland, 730378-153733), sjö i Sorsele kommun och Lappland 65°49′59″N 16°37′29″Ö / 65.83305°N 16.62478°Ö
- Gäddträsket (Sorsele socken, Lappland, 730949-155036), sjö i Sorsele kommun och Lappland 65°52′52″N 16°54′06″Ö / 65.88110°N 16.90168°Ö
- Gällträsket, sjö i Arvidsjaurs kommun och Lappland 65°25′25″N 19°22′01″Ö / 65.42375°N 19.36703°Ö
- Gåsträsket (Lycksele socken, Lappland, 714700-161345), sjö i Lycksele kommun och Lappland 64°24′38″N 18°09′16″Ö / 64.41057°N 18.15453°Ö
- Gåsträsket (Lycksele socken, Lappland, 717143-163316), sjö i Lycksele kommun och Lappland 64°37′05″N 18°35′27″Ö / 64.61802°N 18.59089°Ö
- Gökträsket, sjö i Jokkmokks kommun och Lappland 66°22′47″N 20°35′04″Ö / 66.37981°N 20.58451°Ö
- Hagaträsket, sjö i Arvidsjaurs kommun och Lappland 65°29′02″N 18°37′15″Ö / 65.48391°N 18.62080°Ö
- Hakoträsket, sjö i Arvidsjaurs kommun och Lappland 65°37′00″N 19°43′44″Ö / 65.61662°N 19.72896°Ö
- Halvträsket, sjö i Lycksele kommun och Lappland 64°40′31″N 19°06′37″Ö / 64.67537°N 19.11014°Ö
- Hammarträsket, sjö i Arjeplogs kommun och Lappland 66°03′51″N 17°19′42″Ö / 66.06412°N 17.32847°Ö
- Hannisträsket, sjö i Jokkmokks kommun och Lappland 66°32′37″N 20°42′13″Ö / 66.54367°N 20.70356°Ö
- Harrokträsket, sjö i Jokkmokks kommun och Lappland 66°08′33″N 20°20′06″Ö / 66.14256°N 20.33503°Ö
- Harrträsket, Lappland, sjö i Gällivare kommun och Lappland 67°05′36″N 20°40′10″Ö / 67.09336°N 20.66955°Ö
- Haukträsket, sjö i Lycksele kommun och Lappland 64°49′29″N 17°58′47″Ö / 64.82480°N 17.97965°Ö
- Heijoträsket, sjö i Gällivare kommun och Lappland 66°31′44″N 21°47′07″Ö / 66.52886°N 21.78535°Ö
- Hiter-Rödingträsket, sjö i Sorsele kommun och Lappland 65°44′38″N 16°50′17″Ö / 65.74377°N 16.83806°Ö
- Hjällträsket, sjö i Sorsele kommun och Lappland 65°13′57″N 17°50′13″Ö / 65.23248°N 17.83703°Ö
- Holmträsket (Arvidsjaurs socken, Lappland, 727395-164206), sjö i Arvidsjaurs kommun och Lappland 65°31′45″N 18°53′22″Ö / 65.52922°N 18.88954°Ö
- Holmträsket (Arvidsjaurs socken, Lappland, 728882-169953), sjö i Arvidsjaurs kommun och Lappland 65°38′27″N 20°08′13″Ö / 65.64085°N 20.13686°Ö
- Holmträsket (Arvidsjaurs socken, Lappland, 729293-169463), sjö i Arvidsjaurs kommun och Lappland 65°40′39″N 20°02′01″Ö / 65.67763°N 20.03363°Ö
- Holmträsket (Arvidsjaurs socken, Lappland, 731841-167143), sjö i Arvidsjaurs kommun och Lappland 65°55′14″N 19°33′52″Ö / 65.92057°N 19.56440°Ö
- Holmträsket (Jokkmokks socken, Lappland, 734850-170480), sjö i Jokkmokks kommun och Lappland 66°09′17″N 20°22′57″Ö / 66.15464°N 20.38249°Ö
- Holmträsket (Jokkmokks socken, Lappland, 735513-171204), sjö i Jokkmokks kommun och Lappland 66°13′29″N 20°30′58″Ö / 66.22469°N 20.51612°Ö
- Holmträsket (Jokkmokks socken, Lappland, 738631-173245), sjö i Jokkmokks kommun och Lappland 66°29′15″N 21°01′45″Ö / 66.48763°N 21.02911°Ö
- Holmträsket (Lycksele socken, Lappland, 713822-165377), sjö i Lycksele kommun och Lappland 64°18′41″N 18°59′34″Ö / 64.31144°N 18.99281°Ö
- Holmträsket (Lycksele socken, Lappland, 715889-160461), sjö i Lycksele kommun och Lappland 64°30′53″N 17°58′59″Ö / 64.51471°N 17.98308°Ö
- Holmträsket (Lycksele socken, Lappland, 720964-161545), sjö i Lycksele kommun och Lappland 64°58′27″N 18°14′27″Ö / 64.97404°N 18.24072°Ö
- Holmträsket (Lycksele socken, Lappland, 721396-160856), sjö i Lycksele kommun och Lappland 65°00′53″N 18°06′32″Ö / 65.01472°N 18.10883°Ö
- Holmträsket (Malå socken, Lappland), sjö i Malå kommun och Lappland 65°15′41″N 18°19′18″Ö / 65.26141°N 18.32158°Ö
- Holmträsket (Sorsele socken, Lappland, 727250-160993), sjö i Sorsele kommun och Lappland 65°32′45″N 18°09′49″Ö / 65.54574°N 18.16363°Ö
- Holmträsket (Sorsele socken, Lappland, 729344-155232), sjö i Sorsele kommun och Lappland 65°44′20″N 16°56′01″Ö / 65.73897°N 16.93359°Ö
- Holmträsket (Stensele socken, Lappland, 721321-157303), sjö i Storumans kommun och Lappland 65°00′44″N 17°21′38″Ö / 65.01226°N 17.36058°Ö
- Holmträsket (Stensele socken, Lappland, 723060-153782), sjö i Storumans kommun och Lappland 65°10′40″N 16°36′42″Ö / 65.17774°N 16.61155°Ö
- Holmträsket (Stensele socken, Lappland, 724876-154711), sjö i Storumans kommun och Lappland 65°20′46″N 16°48′59″Ö / 65.34621°N 16.81644°Ö
- Holmträsket (Stensele socken, Lappland, 725069-152228), sjö i Storumans kommun och Lappland 65°21′30″N 16°15′41″Ö / 65.35841°N 16.26126°Ö
- Holmträsket (Stensele socken, Lappland, 725834-151154), sjö i Storumans kommun och Lappland 65°25′32″N 16°00′45″Ö / 65.42560°N 16.01255°Ö
- Holmträsket (Stensele socken, Lappland, 725870-152797), sjö i Storumans kommun och Lappland 65°25′41″N 16°24′51″Ö / 65.42801°N 16.41413°Ö
- Holmträsket (Åsele socken, Lappland), sjö i Åsele kommun och Lappland 63°54′02″N 17°30′12″Ö / 63.90057°N 17.50330°Ö
- Hornträsket, sjö i Lycksele kommun och Lappland 65°05′41″N 18°28′10″Ö / 65.09480°N 18.46931°Ö
- Hundträsket (Arvidsjaurs socken, Lappland, 725584-166738), sjö i Arvidsjaurs kommun och Lappland 65°21′55″N 19°23′45″Ö / 65.36523°N 19.39589°Ö
- Hundträsket (Arvidsjaurs socken, Lappland, 727864-165800), sjö i Arvidsjaurs kommun och Lappland 65°34′00″N 19°13′54″Ö / 65.56668°N 19.23175°Ö
- Hundträsket (Arvidsjaurs socken, Lappland, 728020-168267), sjö i Arvidsjaurs kommun och Lappland 65°34′19″N 19°45′14″Ö / 65.57205°N 19.75391°Ö
- Hundträsket (Arvidsjaurs socken, Lappland, 729780-165599), sjö i Arvidsjaurs kommun och Lappland 65°44′24″N 19°11′54″Ö / 65.74000°N 19.19841°Ö
- Hundträsket (Arvidsjaurs socken, Lappland, 729992-164085), sjö i Arvidsjaurs kommun och Lappland 65°46′11″N 18°52′26″Ö / 65.76967°N 18.87390°Ö
- Hundträsket (Malå socken, Lappland), sjö i Malå kommun och Lappland 65°21′58″N 18°29′13″Ö / 65.36598°N 18.48707°Ö
- Hungerträsket, sjö i Arvidsjaurs kommun och Lappland 65°31′46″N 18°34′28″Ö / 65.52947°N 18.57442°Ö
- Hyvelträsket, sjö i Åsele kommun och Lappland 64°17′39″N 18°17′39″Ö / 64.29420°N 18.29404°Ö
- Häbbersträsket, Lappland, sjö i Arvidsjaurs kommun och Lappland 65°22′09″N 19°21′56″Ö / 65.36909°N 19.36564°Ö
- Hällbergsträsket, sjö i Lycksele kommun och Lappland 65°08′00″N 18°12′56″Ö / 65.13347°N 18.21567°Ö
- Hälträsket, sjö i Malå kommun och Lappland 65°10′49″N 19°07′11″Ö / 65.18040°N 19.11978°Ö
- Håpträsket, sjö i Malå kommun och Lappland 65°13′29″N 18°20′26″Ö / 65.22483°N 18.34056°Ö
- Idträsket, Lappland, sjö i Arvidsjaurs kommun och Lappland 65°23′43″N 19°18′40″Ö / 65.39534°N 19.31104°Ö
- Innerst-Småträsket, sjö i Lycksele kommun och Lappland 65°09′29″N 18°21′33″Ö / 65.15819°N 18.35916°Ö
- Innerstträsket, Lappland, sjö i Jokkmokks kommun och Lappland 66°19′10″N 20°26′44″Ö / 66.31948°N 20.44560°Ö
- Inre Gäddträsket, sjö i Lycksele kommun och Lappland 64°25′44″N 18°49′33″Ö / 64.42900°N 18.82593°Ö
- Inre Joranträsket, sjö i Storumans kommun och Lappland 64°57′36″N 17°22′26″Ö / 64.96009°N 17.37385°Ö
- Inre Kalvträsket, sjö i Lycksele kommun och Lappland 65°00′04″N 18°41′41″Ö / 65.00104°N 18.69459°Ö
- Inre Mörtträsket, Lappland, sjö i Sorsele kommun och Lappland 65°19′54″N 17°59′16″Ö / 65.33176°N 17.98791°Ö
- Inre Nästräsket, sjö i Arvidsjaurs kommun och Lappland 65°55′10″N 20°03′17″Ö / 65.91945°N 20.05462°Ö
- Inre Tväråträsket (Lycksele socken, Lappland, 719955-161899), sjö i Lycksele kommun och Lappland 64°52′54″N 18°18′35″Ö / 64.88171°N 18.30964°Ö
- Inre Tväråträsket (Lycksele socken, Lappland, 720215-161913), sjö i Lycksele kommun och Lappland 64°54′47″N 18°19′09″Ö / 64.91296°N 18.31911°Ö
- Jaksträsket, sjö i Sorsele kommun och Lappland 65°15′15″N 17°54′34″Ö / 65.25409°N 17.90934°Ö
- Jorbträsket, sjö i Sorsele kommun och Lappland 65°28′30″N 17°17′05″Ö / 65.47503°N 17.28483°Ö
- Järvträsket (Arvidsjaurs socken, Lappland), sjö i Arvidsjaurs kommun och Lappland 65°12′21″N 19°27′35″Ö / 65.20573°N 19.45959°Ö
- Järvträsket (Lycksele socken, Lappland, 719016-163191), sjö i Lycksele kommun och Lappland 64°47′02″N 18°36′24″Ö / 64.78387°N 18.60672°Ö
- Järvträsket (Lycksele socken, Lappland, 720288-162988), sjö i Lycksele kommun och Lappland 64°54′27″N 18°33′07″Ö / 64.90742°N 18.55196°Ö
- Kairaträsket, sjö i Jokkmokks kommun och Lappland 66°24′07″N 19°52′32″Ö / 66.40202°N 19.87550°Ö
- Kaljeträsket, sjö i Lycksele kommun och Lappland 64°47′46″N 19°16′27″Ö / 64.79599°N 19.27423°Ö
- Kamträsket, sjö i Arvidsjaurs kommun och Lappland 65°39′52″N 20°08′40″Ö / 65.66444°N 20.14451°Ö
- Kapmakträsket, sjö i Jokkmokks kommun och Lappland 66°22′17″N 20°24′25″Ö / 66.37132°N 20.40683°Ö
- Karditräsket, sjö i Jokkmokks kommun och Lappland 66°19′27″N 20°07′17″Ö / 66.32424°N 20.12146°Ö
- Kattisträsket, Lappland, sjö i Lycksele kommun och Lappland 64°28′37″N 18°56′21″Ö / 64.47708°N 18.93924°Ö
- Kattuggleträsket, sjö i Malå kommun och Lappland 64°59′51″N 18°47′19″Ö / 64.99748°N 18.78860°Ö
- Kertasträsket, sjö i Gällivare kommun och Lappland 66°28′16″N 21°48′26″Ö / 66.47105°N 21.80726°Ö
- Ketaträsket, sjö i Arvidsjaurs kommun och Lappland 65°19′26″N 19°02′44″Ö / 65.32387°N 19.04567°Ö
- Kilvoträsket, sjö i Gällivare kommun och Lappland 66°23′02″N 21°10′42″Ö / 66.38398°N 21.17834°Ö
- Kitnaträsket, sjö i Jokkmokks kommun och Lappland 66°09′14″N 20°20′55″Ö / 66.15376°N 20.34858°Ö
- Klubbträsket, Lappland, sjö i Lycksele kommun och Lappland 64°05′45″N 18°47′29″Ö / 64.09574°N 18.79137°Ö
- Knivträsket, sjö i Arvidsjaurs kommun och Lappland 65°42′59″N 19°18′27″Ö / 65.71635°N 19.30740°Ö
- Knutträsket, sjö i Storumans kommun och Lappland 65°04′26″N 17°33′19″Ö / 65.07390°N 17.55531°Ö
- Kokträsket, sjö i Malå kommun och Lappland 65°20′39″N 18°47′03″Ö / 65.34416°N 18.78422°Ö
- Korsträsket, sjö i Arvidsjaurs kommun och Lappland 65°23′54″N 19°22′30″Ö / 65.39833°N 19.37500°Ö
- Kortekaltioträsket, sjö i Gällivare kommun och Lappland 66°48′52″N 20°48′29″Ö / 66.81440°N 20.80802°Ö
- Kotasträsket, sjö i Jokkmokks kommun och Lappland 66°27′20″N 20°18′46″Ö / 66.45567°N 20.31271°Ö
- Krokträsket (Arvidsjaurs socken, Lappland), sjö i Arvidsjaurs kommun och Lappland 65°27′13″N 18°51′51″Ö / 65.45361°N 18.86422°Ö
- Krokträsket (Jokkmokks socken, Lappland, 739019-173100), sjö i Jokkmokks kommun och Lappland 66°31′23″N 20°59′50″Ö / 66.52314°N 20.99711°Ö
- Krokträsket (Jokkmokks socken, Lappland, 739182-171528), sjö i Jokkmokks kommun och Lappland 66°32′57″N 20°39′16″Ö / 66.54925°N 20.65456°Ö
- Krutträsket (Sorsele socken, Lappland, 724589-160264), sjö i Sorsele kommun och Lappland 65°17′27″N 18°03′11″Ö / 65.29096°N 18.05293°Ö
- Krutträsket (Sorsele socken, Lappland, 726382-158386), sjö i Sorsele kommun och Lappland 65°28′18″N 17°36′16″Ö / 65.47157°N 17.60452°Ö
- Kvarnträsket (Arvidsjaurs socken, Lappland, 727644-168040), sjö i Arvidsjaurs kommun och Lappland 65°32′29″N 19°42′43″Ö / 65.54134°N 19.71199°Ö
- Kvarnträsket (Arvidsjaurs socken, Lappland, 728281-166335), sjö i Arvidsjaurs kommun och Lappland 65°36′45″N 19°20′32″Ö / 65.61246°N 19.34227°Ö
- Kvarnträsket (Jokkmokks socken, Lappland, 735179-169826), sjö i Jokkmokks kommun och Lappland 66°12′14″N 20°11′48″Ö / 66.20397°N 20.19677°Ö
- Kvarnträsket (Jokkmokks socken, Lappland, 736770-169118), sjö i Jokkmokks kommun och Lappland 66°21′14″N 20°04′13″Ö / 66.35396°N 20.07019°Ö
- Kvarnträsket (Lycksele socken, Lappland), sjö i Lycksele kommun och Lappland 65°10′07″N 18°19′19″Ö / 65.16860°N 18.32195°Ö
- Käivoträsket, sjö i Jokkmokks kommun och Lappland 66°28′05″N 20°09′22″Ö / 66.46803°N 20.15600°Ö
- Kälingträsket, sjö i Malå kommun och Lappland 65°11′29″N 18°20′47″Ö / 65.19144°N 18.34634°Ö
- Käringträsket (Fredrika socken, Lappland), sjö i Åsele kommun och Lappland 64°08′57″N 18°01′47″Ö / 64.14903°N 18.02962°Ö
- Käringträsket (Malå socken, Lappland, 723579-164352), sjö i Malå kommun och Lappland 65°11′28″N 18°52′43″Ö / 65.19118°N 18.87856°Ö
- Käringträsket (Malå socken, Lappland, 724527-162175), sjö i Malå kommun och Lappland 65°17′07″N 18°25′02″Ö / 65.28535°N 18.41734°Ö
- Käringträsket (Malå socken, Lappland, 725062-164128), sjö i Malå kommun och Lappland 65°19′39″N 18°50′16″Ö / 65.32748°N 18.83775°Ö
- Käringträsket (Sorsele socken, Lappland), sjö i Sorsele kommun och Lappland 65°17′33″N 17°31′07″Ö / 65.29251°N 17.51856°Ö
- Käringträsket (Vilhelmina socken, Lappland), sjö i Vilhelmina kommun och Lappland 64°29′48″N 17°34′55″Ö / 64.49658°N 17.58200°Ö
- Kåpponisträsket, sjö i Jokkmokks kommun och Lappland 66°21′03″N 20°12′29″Ö / 66.35084°N 20.20793°Ö
- Kåtaträsket (Arvidsjaurs socken, Lappland), sjö i Arvidsjaurs kommun och Lappland 65°28′14″N 18°52′19″Ö / 65.47060°N 18.87204°Ö
- Kåtaträsket (Lycksele socken, Lappland, 717244-164677), sjö i Lycksele kommun och Lappland 64°37′33″N 18°53′11″Ö / 64.62580°N 18.88628°Ö
- Kåtaträsket (Lycksele socken, Lappland, 719579-163782), sjö i Lycksele kommun och Lappland 64°50′34″N 18°42′19″Ö / 64.84284°N 18.70523°Ö
- Kåtaträsket (Malå socken, Lappland), sjö i Malå kommun och Lappland 65°07′26″N 18°31′13″Ö / 65.12395°N 18.52018°Ö
- Kåtaträsket (Sorsele socken, Lappland), sjö i Sorsele kommun och Lappland 65°40′41″N 16°26′05″Ö / 65.67807°N 16.43478°Ö
- Laggträsket, sjö i Malå kommun och Lappland 65°27′08″N 18°21′54″Ö / 65.45210°N 18.36491°Ö
- Lakaträsket, Lappland, sjö i Malå kommun och Lappland 65°12′06″N 18°38′18″Ö / 65.20165°N 18.63843°Ö
- Lamburträsket, sjö i Arvidsjaurs kommun och Lappland 65°33′18″N 19°44′22″Ö / 65.55500°N 19.73940°Ö
- Lanaträsket, sjö i Åsele kommun och Lappland 64°09′35″N 18°07′24″Ö / 64.15969°N 18.12342°Ö
- Lapp-Arvträsket, sjö i Lycksele kommun och Lappland 64°35′31″N 18°49′32″Ö / 64.59204°N 18.82561°Ö
- Lapparvträsket (Lycksele socken, Lappland, 716871-164331), sjö i Lycksele kommun och Lappland 64°35′35″N 18°47′53″Ö / 64.59296°N 18.79813°Ö
- Lapparvträsket (Lycksele socken, Lappland, 716873-164379), sjö i Lycksele kommun och Lappland 64°35′35″N 18°48′29″Ö / 64.59293°N 18.80816°Ö
- Lappträsket (Arvidsjaurs socken, Lappland), sjö i Arvidsjaurs kommun och Lappland 65°24′53″N 19°17′19″Ö / 65.41471°N 19.28862°Ö
- Lappträsket (Lycksele socken, Lappland, 713590-165438), sjö i Lycksele kommun och Lappland 64°17′11″N 19°00′23″Ö / 64.28646°N 19.00625°Ö
- Lappträsket (Lycksele socken, Lappland, 719466-162515), sjö i Lycksele kommun och Lappland 64°50′45″N 18°26′43″Ö / 64.84589°N 18.44529°Ö
- Larsträsket, sjö i Malå kommun och Lappland 65°09′15″N 19°16′44″Ö / 65.15408°N 19.27892°Ö
- Laxträsket, sjö i Arvidsjaurs kommun och Lappland 65°46′24″N 19°24′24″Ö / 65.77321°N 19.40671°Ö
- Legerträsket, sjö i Arvidsjaurs kommun och Lappland 65°23′42″N 19°26′06″Ö / 65.39492°N 19.43507°Ö
- Levorträsket, sjö i Arvidsjaurs kommun och Lappland 65°31′49″N 19°17′42″Ö / 65.53031°N 19.29496°Ö
- Lidträsket, Lappland, sjö i Lycksele kommun och Lappland 64°56′56″N 18°52′20″Ö / 64.94893°N 18.87213°Ö
- Lill-Abborrträsket, sjö i Jokkmokks kommun och Lappland 66°22′17″N 20°42′25″Ö / 66.37151°N 20.70682°Ö
- Lill-Arvträsket, sjö i Sorsele kommun och Lappland 65°27′53″N 16°48′57″Ö / 65.46462°N 16.81583°Ö
- Lill-Bastuträsket, sjö i Storumans kommun och Lappland 65°03′07″N 17°36′00″Ö / 65.05202°N 17.59998°Ö
- Lill-Bredträsket, sjö i Arvidsjaurs kommun och Lappland 65°34′28″N 18°35′23″Ö / 65.57442°N 18.58960°Ö
- Lill-Brunträsket, sjö i Malå kommun och Lappland 65°09′06″N 18°55′35″Ö / 65.15160°N 18.92626°Ö
- Lill-Gallaträsket, sjö i Gällivare kommun och Lappland 66°18′28″N 21°23′39″Ö / 66.30773°N 21.39413°Ö
- Lill-Granträsket, sjö i Lycksele kommun och Lappland 64°43′08″N 18°21′10″Ö / 64.71880°N 18.35271°Ö
- Lill-Gubbträsket, sjö i Storumans kommun och Lappland 65°08′18″N 17°33′53″Ö / 65.13830°N 17.56467°Ö
- Lill-Harrträsket, sjö i Sorsele kommun och Lappland 65°27′22″N 17°15′10″Ö / 65.45623°N 17.25271°Ö
- Lill-Holmträsket, Lappland, sjö i Lycksele kommun och Lappland 64°40′17″N 18°51′18″Ö / 64.67143°N 18.85499°Ö
- Lill-Lagnästräsket, sjö i Jokkmokks kommun och Lappland 66°23′26″N 20°40′02″Ö / 66.39055°N 20.66728°Ö
- Lill-Långträsket, sjö i Jokkmokks kommun och Lappland 66°19′04″N 20°07′57″Ö / 66.31764°N 20.13261°Ö
- Lill-Mörtträsket, Lappland, sjö i Storumans kommun och Lappland 64°57′18″N 17°12′59″Ö / 64.95511°N 17.21629°Ö
- Lill-Nackträsket, sjö i Lycksele kommun och Lappland 64°48′37″N 19°00′29″Ö / 64.81032°N 19.00805°Ö
- Lill-Sobbträsket, sjö i Sorsele kommun och Lappland 65°22′14″N 17°51′50″Ö / 65.37065°N 17.86382°Ö
- Lill-Stenträsket (Stensele socken, Lappland, 722546-156905), sjö i Storumans kommun och Lappland 65°07′20″N 17°16′44″Ö / 65.12218°N 17.27882°Ö
- Lill-Stenträsket (Stensele socken, Lappland, 727469-152830), sjö i Storumans kommun och Lappland 65°34′29″N 16°25′05″Ö / 65.57473°N 16.41799°Ö
- Lill-Supanträsket, sjö i Lycksele kommun och Lappland 64°13′41″N 18°36′44″Ö / 64.22803°N 18.61221°Ö
- Lill-Svanaträsket, sjö i Jokkmokks kommun och Lappland 66°30′09″N 21°00′32″Ö / 66.50261°N 21.00882°Ö
- Lill-Svärtträsket, sjö i Storumans kommun och Lappland 65°10′21″N 17°13′00″Ö / 65.17247°N 17.21653°Ö
- Lill-Tallträsket (Lycksele socken, Lappland), sjö i Lycksele kommun och Lappland 64°37′08″N 18°08′22″Ö / 64.61902°N 18.13947°Ö
- Lill-Tallträsket (Stensele socken, Lappland), sjö i Storumans kommun och Lappland 65°26′54″N 16°34′46″Ö / 65.44834°N 16.57954°Ö
- Lill-Tannträsket (Lycksele socken, Lappland, 715715-164332), sjö i Lycksele kommun och Lappland 64°29′19″N 18°47′25″Ö / 64.48853°N 18.79024°Ö
- Lill-Tannträsket (Lycksele socken, Lappland, 716676-163530), sjö i Lycksele kommun och Lappland 64°34′38″N 18°37′58″Ö / 64.57728°N 18.63288°Ö
- Lill-Tjickuträsket, sjö i Storumans kommun och Lappland 64°59′09″N 17°40′55″Ö / 64.98596°N 17.68202°Ö
- Lill-Tjulträsket, sjö i Sorsele kommun och Lappland 65°58′09″N 15°53′25″Ö / 65.96919°N 15.89022°Ö
- Lill-Toträsket, sjö i Sorsele kommun och Lappland 65°06′52″N 17°56′33″Ö / 65.11437°N 17.94259°Ö
- Lill-Tuoljeträsket, sjö i Jokkmokks kommun och Lappland 66°45′45″N 20°19′48″Ö / 66.76260°N 20.33002°Ö
- Lill-Varjisträsket, sjö i Arvidsjaurs kommun och Lappland 66°05′25″N 19°17′55″Ö / 66.09017°N 19.29867°Ö
- Lill-Vuotsoträsket, sjö i Sorsele kommun och Lappland 65°30′09″N 17°03′59″Ö / 65.50239°N 17.06641°Ö
- Lill-Ällamisträsket, sjö i Jokkmokks kommun och Lappland 66°10′52″N 20°28′43″Ö / 66.18124°N 20.47867°Ö
- Lilla Häbbersträsket, sjö i Arvidsjaurs kommun och Lappland 65°40′40″N 19°57′12″Ö / 65.67768°N 19.95345°Ö
- Lilla Idträsket, sjö i Arvidsjaurs kommun och Lappland 65°42′31″N 19°37′08″Ö / 65.70870°N 19.61884°Ö
- Lilla Kåikulträsket, sjö i Jokkmokks kommun och Lappland 66°20′57″N 20°34′16″Ö / 66.34930°N 20.57109°Ö
- Lilla Kåtaträsket, sjö i Sorsele kommun och Lappland 65°34′08″N 17°13′31″Ö / 65.56889°N 17.22517°Ö
- Lilla Orrträsket, sjö i Lycksele kommun och Lappland 65°02′18″N 18°06′12″Ö / 65.03831°N 18.10343°Ö
- Lilla Skäppträsket, sjö i Malå kommun och Lappland 65°12′22″N 18°43′39″Ö / 65.20614°N 18.72742°Ö
- Lilla Sudokträsket, sjö i Jokkmokks kommun och Lappland 66°18′54″N 20°24′14″Ö / 66.31506°N 20.40389°Ö
- Lilla Tjäckerträsket, sjö i Arvidsjaurs kommun och Lappland 65°21′27″N 19°45′44″Ö / 65.35750°N 19.76232°Ö
- Lilla Utterträsket, sjö i Jokkmokks kommun och Lappland 66°06′53″N 20°25′32″Ö / 66.11462°N 20.42559°Ö
- Lilla Utterträsket, sjö i Arvidsjaurs kommun och Lappland 65°41′28″N 19°27′58″Ö / 65.69107°N 19.46609°Ö
- Lilla Ängesträsket, sjö i Jokkmokks kommun och Lappland 66°18′47″N 20°18′45″Ö / 66.31306°N 20.31258°Ö
- Lillsaksträsket, sjö i Sorsele kommun och Lappland 65°43′05″N 16°04′43″Ö / 65.71814°N 16.07849°Ö
- Lillskurträsket, sjö i Storumans kommun och Lappland 65°32′18″N 15°06′19″Ö / 65.53838°N 15.10525°Ö
- Lillstenträsket, sjö i Sorsele kommun och Lappland 65°42′07″N 16°49′27″Ö / 65.70189°N 16.82420°Ö
- Lillträsket (Arvidsjaurs socken, Lappland, 723724-166899), sjö i Arvidsjaurs kommun och Lappland 65°11′40″N 19°25′03″Ö / 65.19454°N 19.41763°Ö
- Lillträsket (Arvidsjaurs socken, Lappland, 724030-167757), sjö i Arvidsjaurs kommun och Lappland 65°12′57″N 19°36′17″Ö / 65.21578°N 19.60478°Ö
- Lillträsket (Arvidsjaurs socken, Lappland, 725274-166464), sjö i Arvidsjaurs kommun och Lappland 65°20′13″N 19°20′30″Ö / 65.33697°N 19.34174°Ö
- Lillträsket (Arvidsjaurs socken, Lappland, 725502-166997), sjö i Arvidsjaurs kommun och Lappland 65°21′12″N 19°27′29″Ö / 65.35324°N 19.45792°Ö
- Lillträsket (Arvidsjaurs socken, Lappland, 725927-165977), sjö i Arvidsjaurs kommun och Lappland 65°23′53″N 19°14′47″Ö / 65.39799°N 19.24633°Ö
- Lillträsket (Lycksele socken, Lappland, 715094-160919), sjö i Lycksele kommun och Lappland 64°26′56″N 18°04′04″Ö / 64.44882°N 18.06783°Ö
- Lillträsket (Lycksele socken, Lappland, 715692-165234), sjö i Lycksele kommun och Lappland 64°28′52″N 18°59′09″Ö / 64.48120°N 18.98592°Ö
- Lillträsket (Lycksele socken, Lappland, 717592-160495), sjö i Lycksele kommun och Lappland 64°40′21″N 18°00′21″Ö / 64.67249°N 18.00579°Ö
- Lillträsket (Lycksele socken, Lappland, 721304-162959), sjö i Lycksele kommun och Lappland 64°59′50″N 18°33′39″Ö / 64.99710°N 18.56074°Ö
- Lillträsket (Malå socken, Lappland), sjö i Malå kommun och Lappland 65°16′29″N 18°59′46″Ö / 65.27474°N 18.99612°Ö
- Lillträsket (Sorsele socken, Lappland, 723811-160891), sjö i Sorsele kommun och Lappland 65°13′40″N 18°08′02″Ö / 65.22773°N 18.13376°Ö
- Lillträsket (Sorsele socken, Lappland, 724849-160085), sjö i Sorsele kommun och Lappland 65°19′38″N 17°57′22″Ö / 65.32728°N 17.95598°Ö
- Lillträsket, sjö i Sorsele kommun och Lappland 65°21′29″N 17°49′16″Ö / 65.35812°N 17.82115°Ö
- Ljusträsket (Arvidsjaurs socken, Lappland, 726438-166187), sjö i Arvidsjaurs kommun och Lappland 65°26′21″N 19°17′59″Ö / 65.43924°N 19.29965°Ö
- Ljusträsket (Arvidsjaurs socken, Lappland, 731002-168701), sjö i Arvidsjaurs kommun och Lappland 65°49′38″N 19°54′29″Ö / 65.82731°N 19.90812°Ö
- Ljusträsket (Malå socken, Lappland), sjö i Malå kommun och Lappland 65°11′46″N 18°19′38″Ö / 65.19607°N 18.32713°Ö
- Lobbelträsket, sjö i Arvidsjaurs kommun och Lappland 65°23′30″N 19°24′49″Ö / 65.39175°N 19.41352°Ö
- Lomträsket (Arvidsjaurs socken, Lappland), sjö i Arvidsjaurs kommun och Lappland 65°47′10″N 19°35′57″Ö / 65.78607°N 19.59923°Ö
- Lomträsket (Jokkmokks socken, Lappland), sjö i Jokkmokks kommun och Lappland 66°21′50″N 20°36′18″Ö / 66.36398°N 20.60501°Ö
- Lomträsket (Sorsele socken, Lappland), sjö i Sorsele kommun och Lappland 65°12′56″N 17°31′47″Ö / 65.21568°N 17.52962°Ö
- Lomträsket (Stensele socken, Lappland), sjö i Storumans kommun och Lappland 65°34′59″N 16°17′49″Ö / 65.58297°N 16.29682°Ö
- Lubbträsket, sjö i Storumans kommun och Lappland 65°03′03″N 16°38′03″Ö / 65.05088°N 16.63406°Ö
- Lustträsket, sjö i Arjeplogs kommun och Lappland 66°08′20″N 17°34′44″Ö / 66.13887°N 17.57882°Ö
- Lycksträsket, sjö i Lycksele kommun och Lappland 64°39′18″N 18°38′56″Ö / 64.65506°N 18.64893°Ö
- Långträsket (Arvidsjaurs socken, Lappland, 727378-163253), sjö i Arvidsjaurs kommun och Lappland 65°32′24″N 18°40′16″Ö / 65.54005°N 18.67124°Ö
- Långträsket (Arvidsjaurs socken, Lappland, 728812-163891), sjö i Arvidsjaurs kommun och Lappland 65°42′21″N 18°42′43″Ö / 65.70579°N 18.71181°Ö
- Långträsket (Arvidsjaurs socken, Lappland, 729224-167103), sjö i Arvidsjaurs kommun och Lappland 65°41′22″N 19°31′09″Ö / 65.68933°N 19.51923°Ö
- Långträsket (Arvidsjaurs socken, Lappland, 730649-165739), sjö i Arvidsjaurs kommun och Lappland 65°48′55″N 19°15′13″Ö / 65.81518°N 19.25364°Ö
- Långträsket (Jokkmokks socken, Lappland, 736557-170844), sjö i Jokkmokks kommun och Lappland 66°19′21″N 20°27′35″Ö / 66.32238°N 20.45978°Ö
- Långträsket (Jokkmokks socken, Lappland, 736563-169824), sjö i Jokkmokks kommun och Lappland 66°19′32″N 20°13′49″Ö / 66.32567°N 20.23034°Ö
- Långträsket (Jokkmokks socken, Lappland, 738606-171988), sjö i Jokkmokks kommun och Lappland 66°29′54″N 20°44′50″Ö / 66.49825°N 20.74709°Ö
- Långträsket (Jokkmokks socken, Lappland, 739219-172812), sjö i Jokkmokks kommun och Lappland 66°32′42″N 20°56′34″Ö / 66.54499°N 20.94278°Ö
- Långträsket (Lycksele socken, Lappland, 717023-164809), sjö i Lycksele kommun och Lappland 64°36′53″N 18°53′15″Ö / 64.61482°N 18.88754°Ö
- Långträsket (Lycksele socken, Lappland, 722916-162259), sjö i Lycksele kommun och Lappland 65°08′21″N 18°26′20″Ö / 65.13904°N 18.43898°Ö
- Långträsket (Malå socken, Lappland), sjö i Malå kommun och Lappland 65°11′58″N 19°13′38″Ö / 65.19945°N 19.22714°Ö
- Lördagsträsket, sjö i Lycksele kommun och Lappland 64°38′25″N 18°11′03″Ö / 64.64030°N 18.18420°Ö
- Lösträsket, sjö i Sorsele kommun och Lappland 65°33′04″N 17°04′50″Ö / 65.55124°N 17.08046°Ö
- Lövträsket (Lycksele socken, Lappland), sjö i Lycksele kommun och Lappland 64°33′42″N 17°40′26″Ö / 64.56176°N 17.67387°Ö
- Lövträsket (Tärna socken, Lappland), sjö i Storumans kommun och Lappland 65°31′32″N 15°07′16″Ö / 65.52545°N 15.12116°Ö
- Maderträsket, sjö i Sorsele kommun och Lappland 65°33′38″N 17°23′18″Ö / 65.56064°N 17.38845°Ö
- Magaträsket, sjö i Arvidsjaurs kommun och Lappland 65°29′01″N 18°37′40″Ö / 65.48369°N 18.62790°Ö
- Mallträsket, sjö i Åsele kommun och Lappland 64°21′02″N 17°57′58″Ö / 64.35047°N 17.96616°Ö
- Malåträsket, sjö i Malå kommun och Lappland 65°11′44″N 18°41′15″Ö / 65.19551°N 18.68757°Ö
- Manfolkträsket, sjö i Arvidsjaurs kommun och Lappland 65°40′29″N 19°28′53″Ö / 65.67462°N 19.48141°Ö
- Maskenträsket, sjö i Lycksele kommun och Lappland 64°24′29″N 18°14′49″Ö / 64.40799°N 18.24686°Ö
- Matsorträsket, sjö i Sorsele kommun och Lappland 65°31′08″N 17°00′59″Ö / 65.51876°N 17.01639°Ö
- Mattisträsket, sjö i Jokkmokks kommun och Lappland 66°23′29″N 20°51′59″Ö / 66.39148°N 20.86637°Ö
- Melakträsket, sjö i Arvidsjaurs kommun och Lappland 65°31′52″N 19°54′19″Ö / 65.53111°N 19.90520°Ö
- Metträsket (Jokkmokks socken, Lappland, 736484-169411), sjö i Jokkmokks kommun och Lappland 66°19′30″N 20°08′27″Ö / 66.32487°N 20.14079°Ö
- Metträsket (Jokkmokks socken, Lappland, 736535-170807), sjö i Jokkmokks kommun och Lappland 66°18′59″N 20°27′07″Ö / 66.31650°N 20.45198°Ö
- Mittelträsket, sjö i Sorsele kommun och Lappland 65°33′35″N 16°58′41″Ö / 65.55978°N 16.97802°Ö
- Mitterst-Mörtträsket, sjö i Jokkmokks kommun och Lappland 66°20′36″N 20°38′28″Ö / 66.34336°N 20.64112°Ö
- Mitti-Småträsket, sjö i Lycksele kommun och Lappland 65°09′13″N 18°22′13″Ö / 65.15370°N 18.37025°Ö
- Mittiträsket (Jokkmokks socken, Lappland, 736395-170630), sjö i Jokkmokks kommun och Lappland 66°18′28″N 20°24′20″Ö / 66.30764°N 20.40544°Ö
- Mittiträsket (Jokkmokks socken, Lappland, 737985-171701), sjö i Jokkmokks kommun och Lappland 66°26′23″N 20°40′33″Ö / 66.43981°N 20.67575°Ö
- Mittiträsket (Lycksele socken, Lappland, 718124-163384), sjö i Lycksele kommun och Lappland 64°42′46″N 18°36′33″Ö / 64.71283°N 18.60903°Ö
- Mittiträsket (Lycksele socken, Lappland, 718164-163262), sjö i Lycksele kommun och Lappland 64°42′47″N 18°35′13″Ö / 64.71315°N 18.58703°Ö
- Mittiträsket (Sorsele socken, Lappland, 725265-155297), sjö i Sorsele kommun och Lappland 65°22′00″N 16°57′12″Ö / 65.36676°N 16.95329°Ö
- Mittiträsket (Sorsele socken, Lappland, 726205-159386), sjö i Sorsele kommun och Lappland 65°27′17″N 17°49′37″Ö / 65.45477°N 17.82707°Ö
- Molträsket, sjö i Gällivare kommun och Lappland 66°36′11″N 22°04′06″Ö / 66.60313°N 22.06827°Ö
- Murkisträsket (Jokkmokks socken, Lappland, 736849-171419), sjö i Jokkmokks kommun och Lappland 66°20′30″N 20°35′24″Ö / 66.34153°N 20.58997°Ö
- Murkisträsket (Jokkmokks socken, Lappland, 737052-170299), sjö i Jokkmokks kommun och Lappland 66°21′53″N 20°20′34″Ö / 66.36476°N 20.34270°Ö
- Murkisträsket (Jokkmokks socken, Lappland, 738057-171702), sjö i Jokkmokks kommun och Lappland 66°26′41″N 20°40′12″Ö / 66.44476°N 20.66998°Ö
- Myrträsket (Arvidsjaurs socken, Lappland, 725394-166974), sjö i Arvidsjaurs kommun och Lappland 65°20′47″N 19°27′44″Ö / 65.34640°N 19.46235°Ö
- Myrträsket (Arvidsjaurs socken, Lappland, 728854-168968), sjö i Arvidsjaurs kommun och Lappland 65°38′34″N 19°55′23″Ö / 65.64266°N 19.92305°Ö
- Myrträsket (Arvidsjaurs socken, Lappland, 729654-167483), sjö i Arvidsjaurs kommun och Lappland 65°43′33″N 19°36′34″Ö / 65.72573°N 19.60935°Ö
- Myrträsket (Lycksele socken, Lappland, 715505-160268), sjö i Lycksele kommun och Lappland 64°29′10″N 17°56′31″Ö / 64.48615°N 17.94190°Ö
- Myrträsket (Lycksele socken, Lappland, 716616-163084), sjö i Lycksele kommun och Lappland 64°34′31″N 18°32′09″Ö / 64.57516°N 18.53577°Ö
- Myrträsket (Lycksele socken, Lappland, 716634-163067), sjö i Lycksele kommun och Lappland 64°34′40″N 18°31′48″Ö / 64.57778°N 18.52997°Ö
- Myrträsket (Lycksele socken, Lappland, 717317-164676), sjö i Lycksele kommun och Lappland 64°37′59″N 18°52′20″Ö / 64.63318°N 18.87225°Ö
- Myrträsket (Lycksele socken, Lappland, 717693-165814), sjö i Lycksele kommun och Lappland 64°39′36″N 19°06′58″Ö / 64.65997°N 19.11623°Ö
- Myrträsket (Stensele socken, Lappland), sjö i Storumans kommun och Lappland 65°01′54″N 17°20′37″Ö / 65.03163°N 17.34366°Ö
- Månsträsket, Lappland, sjö i Arvidsjaurs kommun och Lappland 65°33′07″N 18°42′10″Ö / 65.55202°N 18.70289°Ö
- Mörtträsket (Arvidsjaurs socken, Lappland, 727153-162928), sjö i Arvidsjaurs kommun och Lappland 65°31′17″N 18°36′15″Ö / 65.52129°N 18.60406°Ö
- Mörtträsket (Arvidsjaurs socken, Lappland, 728270-168823), sjö i Arvidsjaurs kommun och Lappland 65°35′37″N 19°52′59″Ö / 65.59370°N 19.88315°Ö
- Mörtträsket (Arvidsjaurs socken, Lappland, 729314-168662), sjö i Arvidsjaurs kommun och Lappland 65°40′38″N 19°53′22″Ö / 65.67717°N 19.88932°Ö
- Mörtträsket (Arvidsjaurs socken, Lappland, 730778-167168), sjö i Arvidsjaurs kommun och Lappland 65°49′28″N 19°34′06″Ö / 65.82446°N 19.56831°Ö
- Mörtträsket (Jokkmokks socken, Lappland, 734474-170772), sjö i Jokkmokks kommun och Lappland 66°07′53″N 20°24′09″Ö / 66.13149°N 20.40249°Ö
- Mörtträsket (Jokkmokks socken, Lappland, 736448-169838), sjö i Jokkmokks kommun och Lappland 66°18′58″N 20°13′54″Ö / 66.31611°N 20.23178°Ö
- Mörtträsket (Jokkmokks socken, Lappland, 737211-171486), sjö i Jokkmokks kommun och Lappland 66°22′24″N 20°36′40″Ö / 66.37341°N 20.61107°Ö
- Mörtträsket (Jokkmokks socken, Lappland, 738412-173303), sjö i Jokkmokks kommun och Lappland 66°28′04″N 21°02′17″Ö / 66.46764°N 21.03796°Ö
- Mörtträsket (Jokkmokks socken, Lappland, 739289-172150), sjö i Jokkmokks kommun och Lappland 66°33′16″N 20°47′45″Ö / 66.55442°N 20.79597°Ö
- Mörtträsket (Jukkasjärvi socken, Lappland), sjö i Kiruna kommun och Lappland 67°35′37″N 20°52′46″Ö / 67.59364°N 20.87949°Ö
- Mörtträsket (Lycksele socken, Lappland), sjö i Lycksele kommun och Lappland 64°47′38″N 18°02′34″Ö / 64.79398°N 18.04283°Ö
- Mörtträsket (Sorsele socken, Lappland), sjö i Sorsele kommun och Lappland 65°29′26″N 18°03′16″Ö / 65.49068°N 18.05453°Ö
- Mörtträsket (Stensele socken, Lappland), sjö i Storumans kommun och Lappland 64°56′46″N 17°12′09″Ö / 64.94609°N 17.20249°Ö
- Nakteträsket, sjö i Arvidsjaurs kommun och Lappland 65°38′06″N 20°10′00″Ö / 65.63488°N 20.16654°Ö
- Nappasträsket, sjö i Jokkmokks kommun och Lappland 66°22′44″N 20°49′48″Ö / 66.37881°N 20.82996°Ö
- Nappträsket, sjö i Lycksele kommun och Lappland 65°10′44″N 18°20′27″Ö / 65.17888°N 18.34087°Ö
- Navarträsket, sjö i Lycksele kommun och Lappland 64°28′03″N 18°12′40″Ö / 64.46763°N 18.21121°Ö
- Nedre Arvträsket, sjö i Lycksele kommun och Lappland 64°33′58″N 19°02′12″Ö / 64.56611°N 19.03675°Ö
- Nedre Fiskoträsket, sjö i Sorsele kommun och Lappland 65°47′11″N 16°49′11″Ö / 65.78650°N 16.81967°Ö
- Nedre Gautsträsket, sjö i Sorsele kommun och Lappland 65°36′02″N 17°27′49″Ö / 65.60057°N 17.46354°Ö
- Nedre Kvarnträsket, sjö i Arvidsjaurs kommun och Lappland 65°18′40″N 19°27′01″Ö / 65.31113°N 19.45015°Ö
- Nedre Låktaträsket, sjö i Sorsele kommun och Lappland 65°43′22″N 16°57′33″Ö / 65.72290°N 16.95925°Ö
- Nedre Osaträsket, sjö i Sorsele kommun och Lappland 65°38′34″N 17°19′33″Ö / 65.64264°N 17.32587°Ö
- Nedre Slotträsket, sjö i Storumans kommun och Lappland 65°58′55″N 14°49′06″Ö / 65.98192°N 14.81820°Ö
- Nedre Stenträsket, sjö i Sorsele kommun och Lappland 65°59′36″N 16°16′12″Ö / 65.99327°N 16.26989°Ö
- Nedre Vinterträsket, sjö i Storumans kommun och Lappland 65°41′59″N 14°57′21″Ö / 65.69960°N 14.95590°Ö
- Nedrefiskoträsket, sjö i Sorsele kommun och Lappland 65°46′52″N 16°47′27″Ö / 65.78104°N 16.79085°Ö
- Neusakträsket, sjö i Jokkmokks kommun och Lappland 66°06′44″N 20°19′42″Ö / 66.11229°N 20.32829°Ö
- Njuggträsket, sjö i Lycksele kommun och Lappland 64°49′03″N 19°14′14″Ö / 64.81741°N 19.23736°Ö
- Njåmmelträsket, sjö i Jokkmokks kommun och Lappland 66°08′45″N 20°13′42″Ö / 66.14583°N 20.22841°Ö
- Nordträsket, sjö i Sorsele kommun och Lappland 65°32′32″N 16°39′34″Ö / 65.54226°N 16.65957°Ö
- Norr-Svergoträsket, sjö i Sorsele kommun och Lappland 65°32′56″N 17°37′56″Ö / 65.54884°N 17.63236°Ö
- Norra Bökaträsket, sjö i Sorsele kommun och Lappland 65°16′19″N 18°06′22″Ö / 65.27194°N 18.10616°Ö
- Norra Hundträsket, sjö i Arvidsjaurs kommun och Lappland 65°51′31″N 19°24′58″Ö / 65.85857°N 19.41604°Ö
- Norra Jipmokträsket, sjö i Sorsele kommun och Lappland 65°24′00″N 16°55′22″Ö / 65.40009°N 16.92289°Ö
- Norra Kvarnträsket, sjö i Arvidsjaurs kommun och Lappland 65°21′58″N 19°24′48″Ö / 65.36599°N 19.41321°Ö
- Norra Stenträsket, sjö i Sorsele kommun och Lappland 65°35′30″N 17°47′41″Ö / 65.59166°N 17.79476°Ö
- Norra Tjålmträsket, sjö i Sorsele kommun och Lappland 65°29′42″N 17°34′15″Ö / 65.49511°N 17.57070°Ö
- Norra Villoträsket, sjö i Storumans kommun och Lappland 65°04′12″N 17°50′47″Ö / 65.06995°N 17.84632°Ö
- Norrträsket, Lappland, sjö i Malå kommun och Lappland 65°10′53″N 19°14′26″Ö / 65.18146°N 19.24042°Ö
- Nyträsket (Arvidsjaurs socken, Lappland, 724121-167912), sjö i Arvidsjaurs kommun och Lappland 65°13′22″N 19°38′29″Ö / 65.22285°N 19.64133°Ö
- Nyträsket (Arvidsjaurs socken, Lappland, 727737-167200), sjö i Arvidsjaurs kommun och Lappland 65°33′38″N 19°31′01″Ö / 65.56069°N 19.51692°Ö
- Nyträsket (Lycksele socken, Lappland), sjö i Lycksele kommun och Lappland 64°53′20″N 18°37′20″Ö / 64.88887°N 18.62210°Ö
- Nyträsket (Stensele socken, Lappland), sjö i Storumans kommun och Lappland 65°06′18″N 17°36′58″Ö / 65.10512°N 17.61612°Ö
- Näresträsket, sjö i Sorsele kommun och Lappland 65°20′38″N 18°02′17″Ö / 65.34377°N 18.03810°Ö
- Näverträsket, sjö i Arvidsjaurs kommun och Lappland 65°21′22″N 19°36′57″Ö / 65.35598°N 19.61578°Ö
- Ol-Månsträsket, sjö i Storumans kommun och Lappland 65°06′46″N 17°33′21″Ö / 65.11283°N 17.55574°Ö
- Olsträsket, sjö i Sorsele kommun och Lappland 65°30′13″N 17°13′12″Ö / 65.50363°N 17.21989°Ö
- Opperträsket, sjö i Sorsele kommun och Lappland 65°22′06″N 18°02′42″Ö / 65.36834°N 18.04513°Ö
- Orrträsket (Lycksele socken, Lappland), sjö i Lycksele kommun och Lappland 64°39′42″N 19°03′55″Ö / 64.66164°N 19.06530°Ö
- Orrträsket (Stensele socken, Lappland), sjö i Storumans kommun och Lappland 65°05′28″N 17°39′12″Ö / 65.09102°N 17.65346°Ö
- Orrträsket (Tärna socken, Lappland), sjö i Storumans kommun och Lappland 65°24′18″N 16°40′23″Ö / 65.40487°N 16.67297°Ö
- Ostiträsket, sjö i Jokkmokks kommun och Lappland 66°27′55″N 20°55′52″Ö / 66.46534°N 20.93108°Ö
- Oxträsket, Lappland, sjö i Sorsele kommun och Lappland 65°49′55″N 15°34′30″Ö / 65.83192°N 15.57492°Ö
- Pajeltisträsket, sjö i Jokkmokks kommun och Lappland 66°22′27″N 21°09′13″Ö / 66.37422°N 21.15360°Ö
- Palnaträsket, sjö i Jokkmokks kommun och Lappland 66°03′57″N 20°13′03″Ö / 66.06581°N 20.21757°Ö
- Parasträsket, sjö i Jokkmokks kommun och Lappland 66°15′07″N 20°17′59″Ö / 66.25188°N 20.29984°Ö
- Pauträsket, sjö i Storumans kommun och Lappland 64°48′41″N 17°27′49″Ö / 64.81135°N 17.46374°Ö
- Per-Olsträsket, sjö i Sorsele kommun och Lappland 65°33′45″N 17°56′02″Ö / 65.56250°N 17.93399°Ö
- Pilträsket, sjö i Arvidsjaurs kommun och Lappland 65°47′04″N 19°57′22″Ö / 65.78451°N 19.95621°Ö
- Pojkatträsket, sjö i Jokkmokks kommun och Lappland 66°25′12″N 21°02′28″Ö / 66.42005°N 21.04102°Ö
- Puolvaträsket, sjö i Jokkmokks kommun och Lappland 66°18′43″N 20°09′51″Ö / 66.31200°N 20.16426°Ö
- Påkkasjträsket, sjö i Jokkmokks kommun och Lappland 66°07′35″N 20°04′13″Ö / 66.12647°N 20.07023°Ö
- Pålträsket, Lappland, sjö i Arvidsjaurs kommun och Lappland 65°23′33″N 19°17′29″Ö / 65.39256°N 19.29128°Ö
- Rabnaträsket, sjö i Sorsele kommun och Lappland 65°38′37″N 17°04′40″Ö / 65.64357°N 17.07782°Ö
- Rajträsket, sjö i Sorsele kommun och Lappland 65°35′12″N 17°22′43″Ö / 65.58658°N 17.37853°Ö
- Rajvoträsket, sjö i Arvidsjaurs kommun och Lappland 65°24′30″N 19°45′41″Ö / 65.40846°N 19.76138°Ö
- Randaträsket, sjö i Gällivare kommun och Lappland 66°20′45″N 21°12′59″Ö / 66.34588°N 21.21630°Ö
- Rassiträsket, sjö i Gällivare kommun och Lappland 66°49′57″N 20°48′58″Ö / 66.83249°N 20.81605°Ö
- Raukaträsket, sjö i Jokkmokks kommun och Lappland 66°10′45″N 20°02′52″Ö / 66.17929°N 20.04781°Ö
- Ravonträsket, sjö i Sorsele kommun och Lappland 65°35′38″N 16°52′28″Ö / 65.59400°N 16.87440°Ö
- Renträsket (Arvidsjaurs socken, Lappland, 728101-166890), sjö i Arvidsjaurs kommun och Lappland 65°35′07″N 19°29′08″Ö / 65.58535°N 19.48550°Ö
- Renträsket (Arvidsjaurs socken, Lappland, 728523-168267), sjö i Arvidsjaurs kommun och Lappland 65°37′08″N 19°46′09″Ö / 65.61899°N 19.76909°Ö
- Renträsket (Lycksele socken, Lappland, 716439-164350), sjö i Lycksele kommun och Lappland 64°33′06″N 18°47′47″Ö / 64.55161°N 18.79631°Ö
- Renträsket (Lycksele socken, Lappland, 721610-161710), sjö i Lycksele kommun och Lappland 65°01′44″N 18°17′52″Ö / 65.02901°N 18.29775°Ö
- Renträsket (Sorsele socken, Lappland), sjö i Sorsele kommun och Lappland 65°43′15″N 16°49′18″Ö / 65.72092°N 16.82168°Ö
- Repträsket, sjö i Malå kommun och Lappland 65°08′47″N 18°35′47″Ö / 65.14652°N 18.59650°Ö
- Reutoträsket, sjö i Sorsele kommun och Lappland 65°21′20″N 17°57′31″Ö / 65.35560°N 17.95851°Ö
- Ribbträsket, sjö i Sorsele kommun och Lappland 65°25′47″N 17°35′01″Ö / 65.42974°N 17.58354°Ö
- Risträsket, Lappland, sjö i Gällivare kommun och Lappland 66°32′54″N 21°54′58″Ö / 66.54838°N 21.91613°Ö
- Rockträsket, sjö i Lycksele kommun och Lappland 64°43′46″N 19°12′53″Ö / 64.72939°N 19.21464°Ö
- Rompioträsket, sjö i Jokkmokks kommun och Lappland 66°16′04″N 20°32′17″Ö / 66.26770°N 20.53800°Ö
- Rotenträsket, sjö i Lycksele kommun och Lappland 64°45′02″N 18°52′46″Ö / 64.75046°N 18.87945°Ö
- Ruskträsket, sjö i Lycksele kommun och Lappland 64°50′00″N 18°41′08″Ö / 64.83344°N 18.68567°Ö
- Rusträsket, sjö i Lycksele kommun och Lappland 64°44′23″N 18°06′46″Ö / 64.73969°N 18.11291°Ö
- Rutnasjträsket, sjö i Jokkmokks kommun och Lappland 66°10′29″N 20°21′32″Ö / 66.17466°N 20.35900°Ö
- Råffoträsket, sjö i Malå kommun och Lappland 65°19′50″N 18°20′18″Ö / 65.33059°N 18.33828°Ö
- Rågoträsket, sjö i Lycksele kommun och Lappland 65°10′45″N 18°05′48″Ö / 65.17930°N 18.09663°Ö
- Råisåträsket, sjö i Jokkmokks kommun och Lappland 66°08′29″N 20°18′34″Ö / 66.14133°N 20.30951°Ö
- Rödingträsket (Fredrika socken, Lappland), sjö i Åsele kommun och Lappland 64°09′15″N 18°31′54″Ö / 64.15406°N 18.53173°Ö
- Rödingträsket (Lycksele socken, Lappland), sjö i Lycksele kommun och Lappland 64°27′27″N 18°29′24″Ö / 64.45760°N 18.48995°Ö
- Rödingträsket (Stensele socken, Lappland, 724333-153149), sjö i Storumans kommun och Lappland 65°17′34″N 16°29′14″Ö / 65.29281°N 16.48732°Ö
- Rödingträsket (Stensele socken, Lappland, 727434-152412), sjö i Storumans kommun och Lappland 65°34′34″N 16°19′12″Ö / 65.57608°N 16.32009°Ö
- Rödingträsket (Tärna socken, Lappland, 726291-147502), sjö i Storumans kommun och Lappland 65°27′59″N 15°15′06″Ö / 65.46643°N 15.25173°Ö
- Rödingträsket (Tärna socken, Lappland, 726797-151666), sjö i Storumans kommun och Lappland 65°30′53″N 16°09′13″Ö / 65.51476°N 16.15375°Ö
- Rödingträsket (Tärna socken, Lappland, 727426-150350), sjö i Storumans kommun och Lappland 65°34′21″N 15°52′39″Ö / 65.57263°N 15.87746°Ö
- Rödingträsket (Tärna socken, Lappland, 727492-150308), sjö i Storumans kommun och Lappland 65°34′47″N 15°52′21″Ö / 65.57962°N 15.87249°Ö
- Rörträsket (Arvidsjaurs socken, Lappland, 725268-168274), sjö i Arvidsjaurs kommun och Lappland 65°19′09″N 19°44′02″Ö / 65.31926°N 19.73401°Ö
- Rörträsket (Arvidsjaurs socken, Lappland, 727871-169835), sjö i Arvidsjaurs kommun och Lappland 65°32′57″N 20°06′01″Ö / 65.54916°N 20.10035°Ö
- Rörträsket (Stensele socken, Lappland), sjö i Storumans kommun och Lappland 65°26′56″N 16°36′38″Ö / 65.44898°N 16.61061°Ö
- Sadisträsket, sjö i Sorsele kommun och Lappland 65°11′58″N 17°50′47″Ö / 65.19942°N 17.84646°Ö
- Sakariasträsket, sjö i Lycksele kommun och Lappland 65°00′30″N 18°41′23″Ö / 65.00840°N 18.68966°Ö
- Sakkaträsket, sjö i Arjeplogs kommun och Lappland 66°08′49″N 17°52′56″Ö / 66.14703°N 17.88232°Ö
- Saksträsket, sjö i Sorsele kommun och Lappland 65°42′54″N 16°06′18″Ö / 65.71513°N 16.10503°Ö
- Sakträsket, sjö i Storumans kommun och Lappland 65°15′12″N 16°32′09″Ö / 65.25338°N 16.53595°Ö
- Sandbergsträsket, sjö i Arvidsjaurs kommun och Lappland 65°19′48″N 19°22′24″Ö / 65.33003°N 19.37347°Ö
- Sandträsket (Arvidsjaurs socken, Lappland), sjö i Arvidsjaurs kommun och Lappland 65°16′29″N 19°19′05″Ö / 65.27476°N 19.31796°Ö
- Sandträsket (Sorsele socken, Lappland), sjö i Sorsele kommun och Lappland 65°49′41″N 16°28′00″Ö / 65.82816°N 16.46666°Ö
- Sandviksträsket, sjö i Lycksele kommun och Lappland 64°52′45″N 18°01′01″Ö / 64.87917°N 18.01698°Ö
- Sarkaoträsket, sjö i Jokkmokks kommun och Lappland 66°16′58″N 20°06′18″Ö / 66.28274°N 20.10497°Ö
- Sarvesträsket, sjö i Sorsele kommun och Lappland 65°31′50″N 17°05′09″Ö / 65.53066°N 17.08573°Ö
- Savträsket, sjö i Lycksele kommun och Lappland 64°44′53″N 19°12′29″Ö / 64.74804°N 19.20816°Ö
- Selakträsket, sjö i Arjeplogs kommun och Lappland 65°56′49″N 17°43′48″Ö / 65.94705°N 17.72998°Ö
- Setträsket, sjö i Malå kommun och Lappland 65°14′09″N 18°34′03″Ö / 65.23582°N 18.56761°Ö
- Sikträsket (Arvidsjaurs socken, Lappland, 727603-167636), sjö i Arvidsjaurs kommun och Lappland 65°32′35″N 19°37′01″Ö / 65.54313°N 19.61691°Ö
- Sikträsket (Arvidsjaurs socken, Lappland, 728161-166365), sjö i Arvidsjaurs kommun och Lappland 65°35′57″N 19°21′02″Ö / 65.59906°N 19.35065°Ö
- Sikträsket (Arvidsjaurs socken, Lappland, 728616-165864), sjö i Arvidsjaurs kommun och Lappland 65°38′09″N 19°14′36″Ö / 65.63573°N 19.24347°Ö
- Sikträsket (Gällivare socken, Lappland), sjö i Gällivare kommun och Lappland 67°10′01″N 20°27′53″Ö / 67.16698°N 20.46459°Ö
- Sikträsket (Jokkmokks socken, Lappland, 734501-170772), sjö i Jokkmokks kommun och Lappland 66°08′23″N 20°24′48″Ö / 66.13980°N 20.41332°Ö
- Sikträsket (Jokkmokks socken, Lappland, 738918-167218), sjö i Jokkmokks kommun och Lappland 66°33′14″N 19°40′44″Ö / 66.55388°N 19.67892°Ö
- Sikträsket (Lycksele socken, Lappland, 718662-163143), sjö i Lycksele kommun och Lappland 64°45′45″N 18°35′09″Ö / 64.76245°N 18.58579°Ö
- Sikträsket (Lycksele socken, Lappland, 720639-161069), sjö i Lycksele kommun och Lappland 64°56′34″N 18°08′48″Ö / 64.94288°N 18.14667°Ö
- Sikträsket (Malå socken, Lappland), sjö i Malå kommun och Lappland 65°14′07″N 18°24′06″Ö / 65.23528°N 18.40170°Ö
- Silträsket, sjö i Åsele kommun och Lappland 64°08′28″N 18°18′27″Ö / 64.14103°N 18.30745°Ö
- Skajaträsket, sjö i Sorsele kommun och Lappland 65°25′38″N 17°31′56″Ö / 65.42719°N 17.53230°Ö
- Skatträsket, Lappland, sjö i Arvidsjaurs kommun och Lappland 65°21′29″N 19°20′01″Ö / 65.35817°N 19.33362°Ö
- Skidträsket (Arvidsjaurs socken, Lappland, 727647-169629), sjö i Arvidsjaurs kommun och Lappland 65°31′53″N 20°02′57″Ö / 65.53147°N 20.04912°Ö
- Skidträsket (Arvidsjaurs socken, Lappland, 727870-163800), sjö i Arvidsjaurs kommun och Lappland 65°34′24″N 18°48′04″Ö / 65.57327°N 18.80108°Ö
- Skidträsket (Arvidsjaurs socken, Lappland, 730647-167588), sjö i Arvidsjaurs kommun och Lappland 65°48′44″N 19°39′43″Ö / 65.81216°N 19.66197°Ö
- Skinnfällträsket, sjö i Storumans kommun och Lappland 65°50′05″N 14°38′07″Ö / 65.83462°N 14.63521°Ö
- Skirträsket, sjö i Storumans kommun och Lappland 65°02′24″N 17°32′02″Ö / 65.03987°N 17.53397°Ö
- Skogträsket, sjö i Arvidsjaurs kommun och Lappland 65°19′21″N 19°41′03″Ö / 65.32262°N 19.68423°Ö
- Skoträsket, sjö i Lycksele kommun och Lappland 65°07′21″N 18°03′36″Ö / 65.12243°N 18.05999°Ö
- Skovelträsket (Lycksele socken, Lappland), sjö i Lycksele kommun och Lappland 64°37′11″N 18°27′16″Ö / 64.61981°N 18.45449°Ö
- Skovelträsket (Malå socken, Lappland), sjö i Malå kommun och Lappland 65°22′04″N 18°24′33″Ö / 65.36771°N 18.40917°Ö
- Skrotträsket, sjö i Sorsele kommun och Lappland 65°23′58″N 16°51′51″Ö / 65.39944°N 16.86411°Ö
- Skurträsket (Tärna socken, Lappland), sjö i Storumans kommun och Lappland 65°32′31″N 15°07′43″Ö / 65.54198°N 15.12873°Ö
- Skurträsket (Örträsks socken, Lappland), sjö i Lycksele kommun och Lappland 64°12′36″N 19°02′18″Ö / 64.20988°N 19.03821°Ö
- Skällträsket (Arvidsjaurs socken, Lappland), sjö i Arvidsjaurs kommun och Lappland 65°30′22″N 18°38′20″Ö / 65.50601°N 18.63896°Ö
- Skällträsket (Sorsele socken, Lappland, 725004-155997), sjö i Sorsele kommun och Lappland 65°20′50″N 17°05′35″Ö / 65.34725°N 17.09292°Ö
- Skällträsket (Sorsele socken, Lappland, 725005-156011), sjö i Sorsele kommun och Lappland 65°20′39″N 17°06′43″Ö / 65.34422°N 17.11189°Ö
- Skällträsket (Sorsele socken, Lappland, 725013-156056), sjö i Sorsele kommun och Lappland 65°20′53″N 17°06′20″Ö / 65.34795°N 17.10563°Ö
- Slattoträsket, sjö i Gällivare kommun och Lappland 66°28′41″N 21°52′31″Ö / 66.47795°N 21.87539°Ö
- Slemträsket, sjö i Lycksele kommun och Lappland 64°56′24″N 17°54′19″Ö / 64.93992°N 17.90519°Ö
- Slevträsket, sjö i Arvidsjaurs kommun och Lappland 65°29′06″N 19°13′41″Ö / 65.48506°N 19.22796°Ö
- Släppträsket, sjö i Malå kommun och Lappland 65°09′55″N 18°31′55″Ö / 65.16530°N 18.53188°Ö
- Smakaträsket, sjö i Sorsele kommun och Lappland 65°19′29″N 17°08′53″Ö / 65.32470°N 17.14805°Ö
- Småträsket, Lappland, sjö i Jokkmokks kommun och Lappland 66°18′59″N 20°41′33″Ö / 66.31631°N 20.69247°Ö
- Soinakträsket, sjö i Jokkmokks kommun och Lappland 66°23′09″N 20°32′00″Ö / 66.38578°N 20.53320°Ö
- Sotträsket, sjö i Arvidsjaurs kommun och Lappland 65°34′16″N 18°34′06″Ö / 65.57113°N 18.56844°Ö
- Spjutträsket, sjö i Arvidsjaurs kommun och Lappland 65°32′20″N 18°21′21″Ö / 65.53877°N 18.35588°Ö
- Spänningsträsket, sjö i Arvidsjaurs kommun och Lappland 65°24′50″N 19°19′36″Ö / 65.41392°N 19.32667°Ö
- Spänningträsket, sjö i Lycksele kommun och Lappland 64°53′49″N 17°58′09″Ö / 64.89701°N 17.96923°Ö
- Stabburträsket, sjö i Sorsele kommun och Lappland 65°36′34″N 17°00′56″Ö / 65.60936°N 17.01562°Ö
- Staggträsket, sjö i Sorsele kommun och Lappland 65°21′02″N 17°48′56″Ö / 65.35048°N 17.81562°Ö
- Stangoträsket, sjö i Lycksele kommun och Lappland 64°51′54″N 18°49′38″Ö / 64.86510°N 18.82732°Ö
- Stavträsket, Lappland, sjö i Lycksele kommun och Lappland 64°38′16″N 18°14′13″Ö / 64.63782°N 18.23693°Ö
- Stenträsket (Arvidsjaurs socken, Lappland, 727230-165022), sjö i Arvidsjaurs kommun och Lappland 65°31′51″N 19°02′14″Ö / 65.53082°N 19.03715°Ö
- Stenträsket (Arvidsjaurs socken, Lappland, 728576-165299), sjö i Arvidsjaurs kommun och Lappland 65°38′15″N 19°05′13″Ö / 65.63748°N 19.08695°Ö
- Stenträsket (Arvidsjaurs socken, Lappland, 731240-162859), sjö i Arvidsjaurs kommun och Lappland 65°53′05″N 18°36′46″Ö / 65.88473°N 18.61269°Ö
- Stenträsket (Jokkmokks socken, Lappland), sjö i Jokkmokks kommun och Lappland 66°19′18″N 19°52′22″Ö / 66.32161°N 19.87274°Ö
- Stenträsket (Jokkmokks socken, Lappland, 740908-170794), sjö i Jokkmokks kommun och Lappland 66°42′31″N 20°31′09″Ö / 66.70852°N 20.51921°Ö
- Stenträsket (Lycksele socken, Lappland, 714310-165270), sjö i Lycksele kommun och Lappland 64°22′10″N 18°57′31″Ö / 64.36947°N 18.95869°Ö
- Stenträsket (Lycksele socken, Lappland, 717819-160785), sjö i Lycksele kommun och Lappland 64°41′16″N 18°04′15″Ö / 64.68784°N 18.07097°Ö
- Stenträsket (Lycksele socken, Lappland, 718243-163135), sjö i Lycksele kommun och Lappland 64°43′21″N 18°32′55″Ö / 64.72257°N 18.54873°Ö
- Stenträsket (Lycksele socken, Lappland, 721008-160973), sjö i Lycksele kommun och Lappland 64°58′59″N 18°07′18″Ö / 64.98302°N 18.12178°Ö
- Stenträsket (Malå socken, Lappland), sjö i Malå kommun och Lappland 65°16′20″N 18°24′30″Ö / 65.27223°N 18.40833°Ö
- Stenträsket (Sorsele socken, Lappland, 723595-159982), sjö i Sorsele kommun och Lappland 65°12′43″N 17°55′59″Ö / 65.21195°N 17.93293°Ö
- Stenträsket (Sorsele socken, Lappland, 724757-157813), sjö i Sorsele kommun och Lappland 65°19′03″N 17°29′18″Ö / 65.31752°N 17.48842°Ö
- Stenträsket (Sorsele socken, Lappland, 725082-155713), sjö i Sorsele kommun och Lappland 65°21′21″N 17°01′23″Ö / 65.35572°N 17.02307°Ö
- Stenträsket (Sorsele socken, Lappland, 727801-155714), sjö i Sorsele kommun och Lappland 65°35′52″N 17°03′01″Ö / 65.59769°N 17.05021°Ö
- Stenträsket (Sorsele socken, Lappland, 729020-154564), sjö i Sorsele kommun och Lappland 65°42′37″N 16°47′27″Ö / 65.71018°N 16.79077°Ö
- Stenträsket (Sorsele socken, Lappland, 729749-154889), sjö i Sorsele kommun och Lappland 65°46′28″N 16°52′20″Ö / 65.77457°N 16.87226°Ö
- Stenträsket (Stensele socken, Lappland, 722655-156668), sjö i Storumans kommun och Lappland 65°08′16″N 17°14′02″Ö / 65.13786°N 17.23387°Ö
- Stenträsket (Stensele socken, Lappland, 725562-151463), sjö i Storumans kommun och Lappland 65°24′09″N 16°05′50″Ö / 65.40259°N 16.09717°Ö
- Stenträsket (Stensele socken, Lappland, 726786-152392), sjö i Storumans kommun och Lappland 65°30′15″N 16°20′27″Ö / 65.50408°N 16.34071°Ö
- Stenträsket (Tärna socken, Lappland), sjö i Storumans kommun och Lappland 65°31′12″N 15°21′18″Ö / 65.51995°N 15.35501°Ö
- Stockträsket, Lappland, sjö i Sorsele kommun och Lappland 65°26′19″N 18°02′11″Ö / 65.43864°N 18.03626°Ö
- Stor-Abborrträsket, sjö i Jokkmokks kommun och Lappland 66°21′58″N 20°41′15″Ö / 66.36600°N 20.68738°Ö
- Stor-Adakträsket, sjö i Malå kommun och Lappland 65°21′17″N 18°34′11″Ö / 65.35480°N 18.56978°Ö
- Stor-Arvträsket, sjö i Sorsele kommun och Lappland 65°28′03″N 16°45′18″Ö / 65.46752°N 16.75488°Ö
- Stor-Bastuträsket, sjö i Storumans kommun och Lappland 65°01′22″N 17°39′54″Ö / 65.02287°N 17.66509°Ö
- Stor-Gubbträsket, sjö i Storumans kommun och Lappland 65°10′22″N 17°33′57″Ö / 65.17291°N 17.56589°Ö
- Stor-Holmträsket, sjö i Lycksele kommun och Lappland 64°42′57″N 18°53′50″Ö / 64.71580°N 18.89714°Ö
- Stor-Lagnästräsket, sjö i Jokkmokks kommun och Lappland 66°22′48″N 20°42′05″Ö / 66.38004°N 20.70132°Ö
- Stor-Långträsket, Lappland, sjö i Jokkmokks kommun och Lappland 66°20′25″N 20°08′39″Ö / 66.34023°N 20.14411°Ö
- Stor-Nackträsket, sjö i Lycksele kommun och Lappland 64°48′24″N 19°04′07″Ö / 64.80676°N 19.06851°Ö
- Stor-Sobbträsket, sjö i Sorsele kommun och Lappland 65°21′12″N 17°53′12″Ö / 65.35347°N 17.88677°Ö
- Stor-Supanträsket, sjö i Lycksele kommun och Lappland 64°13′58″N 18°36′26″Ö / 64.23279°N 18.60733°Ö
- Stor-Svanaträsket, sjö i Jokkmokks kommun och Lappland 66°29′31″N 21°00′39″Ö / 66.49193°N 21.01087°Ö
- Stor-Svärtträsket, sjö i Storumans kommun och Lappland 65°11′12″N 17°15′07″Ö / 65.18676°N 17.25187°Ö
- Stor-Tallträsket, sjö i Sorsele kommun och Lappland 65°28′07″N 16°38′07″Ö / 65.46858°N 16.63537°Ö
- Stor-Tannträsket, sjö i Lycksele kommun och Lappland 64°34′49″N 18°35′17″Ö / 64.58028°N 18.58808°Ö
- Stor-Tjulträsket, sjö i Sorsele kommun och Lappland 65°57′36″N 16°00′05″Ö / 65.95995°N 16.00146°Ö
- Stor-Tuoljeträsket, sjö i Jokkmokks kommun och Lappland 66°46′12″N 20°20′17″Ö / 66.76992°N 20.33797°Ö
- Stor-Varjisträsket, sjö i Arvidsjaurs kommun och Lappland 66°02′31″N 19°32′37″Ö / 66.04204°N 19.54366°Ö
- Stor-Vuotsoträsket, sjö i Sorsele kommun och Lappland 65°31′07″N 17°04′01″Ö / 65.51862°N 17.06698°Ö
- Stora Harrträsket, sjö i Sorsele kommun och Lappland 65°25′10″N 17°16′08″Ö / 65.41948°N 17.26878°Ö
- Stora Häbbersträsket, sjö i Arvidsjaurs kommun och Lappland 65°40′02″N 19°57′08″Ö / 65.66729°N 19.95223°Ö
- Stora Idträsket, sjö i Arvidsjaurs kommun och Lappland 65°42′31″N 19°38′50″Ö / 65.70853°N 19.64716°Ö
- Stora Kåikulträsket, sjö i Jokkmokks kommun och Lappland 66°21′06″N 20°34′35″Ö / 66.35174°N 20.57647°Ö
- Stora Kåtaträsket, sjö i Sorsele kommun och Lappland 65°34′30″N 17°14′26″Ö / 65.57493°N 17.24066°Ö
- Stora Orrträsket, sjö i Lycksele kommun och Lappland 65°01′43″N 18°09′24″Ö / 65.02860°N 18.15673°Ö
- Stora Skäppträsket, sjö i Malå kommun och Lappland 65°12′39″N 18°49′12″Ö / 65.21086°N 18.82011°Ö
- Stora Sudokträsket, sjö i Jokkmokks kommun och Lappland 66°18′43″N 20°24′12″Ö / 66.31193°N 20.40332°Ö
- Stora Utterträsket, sjö i Jokkmokks kommun och Lappland 66°07′17″N 20°24′31″Ö / 66.12142°N 20.40865°Ö
- Stora Ängesträsket, sjö i Jokkmokks kommun och Lappland 66°18′55″N 20°18′04″Ö / 66.31519°N 20.30112°Ö
- Stortjickuträsket, sjö i Storumans kommun och Lappland 64°59′38″N 17°42′25″Ö / 64.99381°N 17.70695°Ö
- Storträsket (Arvidsjaurs socken, Lappland), sjö i Arvidsjaurs kommun och Lappland 65°19′58″N 19°25′59″Ö / 65.33283°N 19.43295°Ö
- Storträsket (Jukkasjärvi socken, Lappland), sjö i Kiruna kommun och Lappland 67°35′28″N 20°54′33″Ö / 67.59118°N 20.90912°Ö
- Storträsket (Lycksele socken, Lappland), sjö i Lycksele kommun och Lappland 64°46′30″N 18°19′38″Ö / 64.77506°N 18.32730°Ö
- Storträsket (Stensele socken, Lappland), sjö i Storumans kommun och Lappland 65°00′36″N 17°35′53″Ö / 65.00987°N 17.59800°Ö
- Stångträsket, sjö i Storumans kommun och Lappland 65°12′38″N 17°25′02″Ö / 65.21047°N 17.41729°Ö
- Subbatträsket, sjö i Jokkmokks kommun och Lappland 66°18′23″N 20°29′36″Ö / 66.30628°N 20.49321°Ö
- Sultenträsket, sjö i Storumans kommun och Lappland 65°06′53″N 17°31′22″Ö / 65.11465°N 17.52264°Ö
- Sultmörtträsket, sjö i Arvidsjaurs kommun och Lappland 65°20′42″N 19°24′27″Ö / 65.34493°N 19.40753°Ö
- Sundträsket, sjö i Storumans kommun och Lappland 65°05′30″N 17°34′39″Ö / 65.09158°N 17.57754°Ö
- Suobbatträsket, sjö i Gällivare kommun och Lappland 66°27′07″N 21°51′05″Ö / 66.45197°N 21.85128°Ö
- Svanaträsket (Arvidsjaurs socken, Lappland), sjö i Arvidsjaurs kommun och Lappland 65°57′50″N 19°40′20″Ö / 65.96396°N 19.67232°Ö
- Svanaträsket (Jokkmokks socken, Lappland), sjö i Jokkmokks kommun och Lappland 66°04′13″N 20°12′33″Ö / 66.07037°N 20.20907°Ö
- Svanaträsket (Lycksele socken, Lappland), sjö i Lycksele kommun och Lappland 65°00′53″N 18°39′20″Ö / 65.01462°N 18.65552°Ö
- Svanaträsket (Åsele socken, Lappland), sjö i Åsele kommun och Lappland 64°29′27″N 17°43′04″Ö / 64.49085°N 17.71772°Ö
- Svanträsket (Arvidsjaurs socken, Lappland, 725352-168670), sjö i Arvidsjaurs kommun och Lappland 65°19′55″N 19°48′28″Ö / 65.33196°N 19.80771°Ö
- Svanträsket (Arvidsjaurs socken, Lappland, 728742-168805), sjö i Arvidsjaurs kommun och Lappland 65°38′00″N 19°53′38″Ö / 65.63320°N 19.89392°Ö
- Svanträsket (Jokkmokks socken, Lappland, 734721-168474), sjö i Jokkmokks kommun och Lappland 66°10′28″N 19°53′33″Ö / 66.17449°N 19.89239°Ö
- Svanträsket (Jokkmokks socken, Lappland, 738892-172914), sjö i Jokkmokks kommun och Lappland 66°30′54″N 20°57′17″Ö / 66.51501°N 20.95461°Ö
- Svartträsket (Jokkmokks socken, Lappland), sjö i Jokkmokks kommun och Lappland 66°33′08″N 20°38′28″Ö / 66.55236°N 20.64118°Ö
- Svartträsket (Lycksele socken, Lappland), sjö i Lycksele kommun och Lappland 64°31′33″N 17°57′29″Ö / 64.52594°N 17.95814°Ö
- Svartträsket (Stensele socken, Lappland), sjö i Storumans kommun och Lappland 65°07′51″N 17°12′07″Ö / 65.13090°N 17.20196°Ö
- Svälträsket, sjö i Arvidsjaurs kommun och Lappland 65°43′53″N 19°51′38″Ö / 65.73138°N 19.86056°Ö
- Svältträsket, sjö i Storumans kommun och Lappland 65°27′12″N 15°04′17″Ö / 65.45337°N 15.07129°Ö
- Säventräsket, sjö i Sorsele kommun och Lappland 65°11′33″N 17°34′06″Ö / 65.19244°N 17.56847°Ö
- Säveträsket (Lycksele socken, Lappland, 716603-162969), sjö i Lycksele kommun och Lappland 64°34′35″N 18°30′03″Ö / 64.57634°N 18.50080°Ö
- Säveträsket (Lycksele socken, Lappland, 717240-161951), sjö i Lycksele kommun och Lappland 64°38′24″N 18°18′28″Ö / 64.63996°N 18.30786°Ö
- Söderträsket, sjö i Arvidsjaurs kommun och Lappland 65°25′45″N 18°49′58″Ö / 65.42910°N 18.83290°Ö
- Södra Bökaträsket, sjö i Sorsele kommun och Lappland 65°15′54″N 18°06′49″Ö / 65.26501°N 18.11370°Ö
- Södra Hundträsket, sjö i Arvidsjaurs kommun och Lappland 65°50′58″N 19°26′30″Ö / 65.84943°N 19.44173°Ö
- Södra Jipmokträsket, sjö i Sorsele kommun och Lappland 65°23′45″N 16°54′35″Ö / 65.39579°N 16.90959°Ö
- Södra Stenträsket, sjö i Sorsele kommun och Lappland 65°35′12″N 17°47′01″Ö / 65.58660°N 17.78374°Ö
- Södra Tjålmträsket, sjö i Sorsele kommun och Lappland 65°29′11″N 17°33′47″Ö / 65.48641°N 17.56299°Ö
- Södra Villoträsket, sjö i Storumans kommun och Lappland 65°03′59″N 17°50′07″Ö / 65.06633°N 17.83520°Ö
- Sör-Svergoträsket, sjö i Sorsele kommun och Lappland 65°32′59″N 17°34′40″Ö / 65.54967°N 17.57786°Ö
- Sörträsket (Lycksele socken, Lappland, 717447-160633), sjö i Lycksele kommun och Lappland 64°39′48″N 18°00′12″Ö / 64.66337°N 18.00337°Ö
- Sörträsket (Lycksele socken, Lappland, 720916-162399), sjö i Lycksele kommun och Lappland 64°58′11″N 18°25′39″Ö / 64.96961°N 18.42761°Ö
- Sörträsket (Malå socken, Lappland), sjö i Malå kommun och Lappland 65°11′57″N 18°20′56″Ö / 65.19920°N 18.34901°Ö
- Sörträsket (Sorsele socken, Lappland), sjö i Sorsele kommun och Lappland 65°14′35″N 17°53′35″Ö / 65.24319°N 17.89307°Ö
- Tallträsket (Arvidsjaurs socken, Lappland), sjö i Arvidsjaurs kommun och Lappland 65°25′52″N 19°20′19″Ö / 65.43106°N 19.33869°Ö
- Tallträsket (Sorsele socken, Lappland, 725338-156884), sjö i Sorsele kommun och Lappland 65°22′57″N 17°16′30″Ö / 65.38255°N 17.27490°Ö
- Tallträsket (Sorsele socken, Lappland, 728730-152912), sjö i Sorsele kommun och Lappland 65°41′21″N 16°26′01″Ö / 65.68929°N 16.43353°Ö
- Tallträsket (Stensele socken, Lappland), sjö i Sorsele kommun och Lappland 65°21′56″N 16°52′23″Ö / 65.36547°N 16.87306°Ö
- Tapmokträsket, sjö i Jokkmokks kommun och Lappland 66°21′17″N 20°39′43″Ö / 66.35484°N 20.66192°Ö
- Tegelträsket, sjö i Åsele kommun och Lappland 63°55′19″N 17°55′01″Ö / 63.92196°N 17.91681°Ö
- Teunokträsket, sjö i Jokkmokks kommun och Lappland 66°18′47″N 20°07′25″Ö / 66.31304°N 20.12356°Ö
- Tiukaträsket, sjö i Jokkmokks kommun och Lappland 66°24′07″N 20°48′54″Ö / 66.40205°N 20.81488°Ö
- Tjajaträsket, sjö i Jokkmokks kommun och Lappland 66°22′08″N 20°26′45″Ö / 66.36899°N 20.44582°Ö
- Tjeuresträsket, sjö i Jokkmokks kommun och Lappland 66°27′07″N 20°44′48″Ö / 66.45205°N 20.74670°Ö
- Tjäckerträsket, sjö i Arvidsjaurs kommun och Lappland 65°21′33″N 19°44′43″Ö / 65.35921°N 19.74536°Ö
- Tjäderträsket (Lycksele socken, Lappland), sjö i Lycksele kommun och Lappland 65°12′31″N 18°09′37″Ö / 65.20856°N 18.16030°Ö
- Tjäderträsket (Malå socken, Lappland, 724520-161673), sjö i Malå kommun och Lappland 65°16′57″N 18°18′05″Ö / 65.28248°N 18.30129°Ö
- Tjäderträsket (Malå socken, Lappland, 725955-162166), sjö i Malå kommun och Lappland 65°25′05″N 18°24′56″Ö / 65.41812°N 18.41547°Ö
- Tjålmträsket, sjö i Sorsele kommun och Lappland 65°51′40″N 17°01′26″Ö / 65.86098°N 17.02394°Ö
- Toskträsket, sjö i Lycksele kommun och Lappland 64°48′22″N 17°55′49″Ö / 64.80604°N 17.93014°Ö
- Toträsket, sjö i Sorsele kommun och Lappland 65°07′25″N 17°57′45″Ö / 65.12350°N 17.96250°Ö
- Trollträsket, Lappland, sjö i Arvidsjaurs kommun och Lappland 65°41′47″N 19°36′00″Ö / 65.69650°N 19.60004°Ö
- Träsket, Lappland, sjö i Storumans kommun och Lappland 65°02′41″N 16°52′36″Ö / 65.04459°N 16.87657°Ö
- Tudjaträsket, sjö i Jokkmokks kommun och Lappland 66°17′38″N 20°25′33″Ö / 66.29392°N 20.42570°Ö
- Tumisträsket, sjö i Jokkmokks kommun och Lappland 66°25′35″N 20°32′27″Ö / 66.42635°N 20.54088°Ö
- Turträsket, sjö i Jokkmokks kommun och Lappland 66°15′40″N 20°34′48″Ö / 66.26102°N 20.58002°Ö
- Tuvträsket, sjö i Lycksele kommun och Lappland 64°33′06″N 18°31′18″Ö / 64.55163°N 18.52173°Ö
- Tvärträsket (Jokkmokks socken, Lappland, 737945-169046), sjö i Jokkmokks kommun och Lappland 66°27′07″N 20°04′17″Ö / 66.45203°N 20.07144°Ö
- Tvärträsket (Jokkmokks socken, Lappland, 738852-168303), sjö i Jokkmokks kommun och Lappland 66°32′30″N 19°55′58″Ö / 66.54155°N 19.93283°Ö
- Tvärträsket (Lycksele socken, Lappland), sjö i Lycksele kommun och Lappland 64°42′45″N 18°04′50″Ö / 64.71237°N 18.08057°Ö
- Tväråträsket, Lappland, sjö i Sorsele kommun och Lappland 65°08′34″N 17°58′44″Ö / 65.14283°N 17.97899°Ö
- Utterträsket, sjö i Arvidsjaurs kommun och Lappland 65°41′49″N 19°26′54″Ö / 65.69697°N 19.44840°Ö
- Vajträsket, sjö i Lycksele kommun och Lappland 64°18′11″N 18°29′30″Ö / 64.30292°N 18.49164°Ö
- Vallträsket, sjö i Storumans kommun och Lappland 65°08′05″N 16°47′42″Ö / 65.13476°N 16.79497°Ö
- Valträsket, sjö i Lycksele kommun och Lappland 64°44′50″N 18°03′34″Ö / 64.74716°N 18.05934°Ö
- Vargträsket, Lappland, sjö i Lycksele kommun och Lappland 64°12′20″N 18°38′19″Ö / 64.20553°N 18.63857°Ö
- Varjekträsket, sjö i Jokkmokks kommun och Lappland 66°24′20″N 20°21′00″Ö / 66.40562°N 20.34989°Ö
- Vassaraträsket, sjö i Gällivare kommun och Lappland 67°08′15″N 20°36′02″Ö / 67.13743°N 20.60055°Ö
- Vatjoträsket, sjö i Sorsele kommun och Lappland 65°27′47″N 17°09′59″Ö / 65.46295°N 17.16635°Ö
- Vimisträsket, sjö i Jokkmokks kommun och Lappland 66°25′32″N 20°27′11″Ö / 66.42567°N 20.45298°Ö
- Vittanträsket, sjö i Lycksele kommun och Lappland 64°15′57″N 18°59′45″Ö / 64.26595°N 18.99582°Ö
- Vitträsket, Lappland, sjö i Arjeplogs kommun och Lappland 66°25′10″N 16°52′28″Ö / 66.41942°N 16.87457°Ö
- Vormträsket, sjö i Lycksele kommun och Lappland 64°55′01″N 18°50′09″Ö / 64.91708°N 18.83592°Ö
- Vällingträsket, Lappland, sjö i Sorsele kommun och Lappland 65°34′00″N 17°09′00″Ö / 65.56661°N 17.15010°Ö
- Vänjaurträsket, sjö i Lycksele kommun och Lappland 64°18′08″N 18°38′40″Ö / 64.30210°N 18.64434°Ö
- Västra Abborrträsket, sjö i Arvidsjaurs kommun och Lappland 65°50′17″N 19°46′33″Ö / 65.83817°N 19.77591°Ö
- Västra Fiskuträsket, sjö i Malå kommun och Lappland 65°08′33″N 19°03′15″Ö / 65.14259°N 19.05426°Ö
- Västra Häbbersträsket, sjö i Arvidsjaurs kommun och Lappland 65°22′32″N 19°21′09″Ö / 65.37551°N 19.35252°Ö
- Västra Kråkträsket, sjö i Lycksele kommun och Lappland 64°39′02″N 18°44′33″Ö / 64.65054°N 18.74249°Ö
- Västra Lairoträsket, sjö i Sorsele kommun och Lappland 65°44′54″N 17°23′17″Ö / 65.74840°N 17.38816°Ö
- Västra Leukerträsket, sjö i Sorsele kommun och Lappland 65°20′14″N 17°42′52″Ö / 65.33726°N 17.71453°Ö
- Västra Loitoträsket, sjö i Sorsele kommun och Lappland 65°36′08″N 17°43′36″Ö / 65.60214°N 17.72657°Ö
- Västra Mörtträsket, sjö i Jokkmokks kommun och Lappland 66°20′40″N 20°37′40″Ö / 66.34441°N 20.62767°Ö
- Västra Olsträsket, sjö i Sorsele kommun och Lappland 65°32′00″N 18°03′09″Ö / 65.53324°N 18.05257°Ö
- Västra Rödingträsket, sjö i Storumans kommun och Lappland 65°42′17″N 15°02′48″Ö / 65.70474°N 15.04653°Ö
- Västra Skoträsket, sjö i Sorsele kommun och Lappland 65°18′59″N 17°50′23″Ö / 65.31651°N 17.83985°Ö
- Västra Vinträsket, sjö i Sorsele kommun och Lappland 65°13′56″N 18°05′27″Ö / 65.23225°N 18.09073°Ö
- Vågträsket (Arvidsjaurs socken, Lappland), sjö i Arvidsjaurs kommun och Lappland 65°28′09″N 19°06′25″Ö / 65.46907°N 19.10707°Ö
- Vågträsket (Malå socken, Lappland), sjö i Malå kommun och Lappland 65°19′20″N 18°55′49″Ö / 65.32209°N 18.93034°Ö
- Vårträsket (Lycksele socken, Lappland, 715944-162781), sjö i Lycksele kommun och Lappland 64°31′09″N 18°28′07″Ö / 64.51921°N 18.46870°Ö
- Vårträsket (Lycksele socken, Lappland, 716626-161405), sjö i Lycksele kommun och Lappland 64°35′11″N 18°11′45″Ö / 64.58626°N 18.19577°Ö
- Ytter-Rödingträsket, sjö i Sorsele kommun och Lappland 65°44′01″N 16°50′33″Ö / 65.73370°N 16.84245°Ö
- Ytterst-Småträsket, sjö i Lycksele kommun och Lappland 65°08′54″N 18°23′17″Ö / 65.14837°N 18.38808°Ö
- Ytterträsket (Lycksele socken, Lappland), sjö i Lycksele kommun och Lappland 64°59′14″N 18°36′04″Ö / 64.98729°N 18.60108°Ö
- Ytterträsket (Åsele socken, Lappland), sjö i Åsele kommun och Lappland 64°26′33″N 17°49′54″Ö / 64.44239°N 17.83171°Ö
- Yttre Dräpträsket, sjö i Sorsele kommun och Lappland 65°12′35″N 18°06′54″Ö / 65.20980°N 18.11509°Ö
- Yttre Gäddträsket, sjö i Lycksele kommun och Lappland 64°23′29″N 18°49′13″Ö / 64.39150°N 18.82036°Ö
- Yttre Joranträsket, sjö i Storumans kommun och Lappland 64°56′07″N 17°28′19″Ö / 64.93534°N 17.47203°Ö
- Yttre Kalvträsket, sjö i Malå kommun och Lappland 64°59′46″N 18°44′23″Ö / 64.99602°N 18.73986°Ö
- Yttre Mörtträsket, Lappland, sjö i Sorsele kommun och Lappland 65°19′28″N 18°00′05″Ö / 65.32457°N 18.00127°Ö
- Yttre Nästräsket, sjö i Arvidsjaurs kommun och Lappland 65°54′43″N 20°05′04″Ö / 65.91206°N 20.08440°Ö
- Yttre Tväråträsket, Lappland, sjö i Lycksele kommun och Lappland 64°51′49″N 18°20′19″Ö / 64.86354°N 18.33855°Ö
- Äggträsket, sjö i Malå kommun och Lappland 65°12′35″N 18°41′44″Ö / 65.20963°N 18.69552°Ö
- Älgträsket (Lycksele socken, Lappland, 716819-163080), sjö i Lycksele kommun och Lappland 64°35′46″N 18°31′15″Ö / 64.59617°N 18.52074°Ö
- Älgträsket (Lycksele socken, Lappland, 718563-162150), sjö i Lycksele kommun och Lappland 64°45′20″N 18°20′54″Ö / 64.75549°N 18.34839°Ö
- Ällamisträsket, sjö i Jokkmokks kommun och Lappland 66°10′12″N 20°29′24″Ö / 66.17003°N 20.48993°Ö
- Ängesträsket, Lappland, sjö i Jokkmokks kommun och Lappland 66°18′15″N 20°36′11″Ö / 66.30418°N 20.60296°Ö
- Åmträsket, Lappland, sjö i Lycksele kommun och Lappland 64°45′07″N 18°47′29″Ö / 64.75199°N 18.79134°Ö
- Åträsket (Arvidsjaurs socken, Lappland), sjö i Arvidsjaurs kommun och Lappland 65°44′20″N 18°58′50″Ö / 65.73885°N 18.98045°Ö
- Åträsket (Lycksele socken, Lappland), sjö i Lycksele kommun och Lappland 64°44′27″N 18°58′22″Ö / 64.74087°N 18.97272°Ö
- Åttonträsket, sjö i Lycksele kommun och Lappland 64°25′25″N 18°02′24″Ö / 64.42367°N 18.04001°Ö
- Ödlingsträsket, sjö i Jokkmokks kommun och Lappland 66°23′39″N 20°46′51″Ö / 66.39415°N 20.78078°Ö
- Örnträsket (Arvidsjaurs socken, Lappland, 725277-166981), sjö i Arvidsjaurs kommun och Lappland 65°19′55″N 19°27′29″Ö / 65.33186°N 19.45796°Ö
- Örnträsket (Arvidsjaurs socken, Lappland, 725380-165505), sjö i Arvidsjaurs kommun och Lappland 65°21′02″N 19°07′40″Ö / 65.35055°N 19.12766°Ö
- Örnträsket (Lycksele socken, Lappland), sjö i Lycksele kommun och Lappland 64°43′46″N 17°58′35″Ö / 64.72937°N 17.97640°Ö
- Örträsket, Lappland, sjö i Lycksele kommun och Lappland 64°38′53″N 17°55′14″Ö / 64.64798°N 17.92049°Ö
- Österträsket, sjö i Lycksele kommun och Lappland 64°13′13″N 18°30′03″Ö / 64.22017°N 18.50072°Ö
- Östra Fiskuträsket, sjö i Malå kommun och Lappland 65°08′13″N 19°04′10″Ö / 65.13697°N 19.06935°Ö
- Östra Gäddträsket (Sorsele socken, Lappland, 725500-154937), sjö i Sorsele kommun och Lappland 65°23′41″N 16°50′33″Ö / 65.39465°N 16.84240°Ö
- Östra Gäddträsket (Sorsele socken, Lappland, 725529-155032), sjö i Sorsele kommun och Lappland 65°23′39″N 16°52′58″Ö / 65.39410°N 16.88283°Ö
- Östra Kråkträsket, sjö i Lycksele kommun och Lappland 64°38′45″N 18°47′04″Ö / 64.64584°N 18.78448°Ö
- Östra Lairoträsket, sjö i Sorsele kommun och Lappland 65°44′57″N 17°26′08″Ö / 65.74924°N 17.43555°Ö
- Östra Leukerträsket, sjö i Sorsele kommun och Lappland 65°18′48″N 17°45′48″Ö / 65.31331°N 17.76343°Ö
- Östra Loitoträsket, sjö i Sorsele kommun och Lappland 65°35′36″N 17°44′57″Ö / 65.59333°N 17.74912°Ö
- Östra Mörtträsket, sjö i Jokkmokks kommun och Lappland 66°20′25″N 20°39′11″Ö / 66.34020°N 20.65304°Ö
- Östra Olsträsket, sjö i Sorsele kommun och Lappland 65°30′46″N 18°05′07″Ö / 65.51284°N 18.08519°Ö
- Östra Rödingträsket, sjö i Storumans kommun och Lappland 65°42′15″N 15°04′16″Ö / 65.70405°N 15.07115°Ö
- Östra Skoträsket, sjö i Sorsele kommun och Lappland 65°18′14″N 17°51′05″Ö / 65.30397°N 17.85133°Ö
- Östra Vinträsket, sjö i Sorsele kommun och Lappland 65°13′18″N 18°07′14″Ö / 65.22156°N 18.12060°Ö
- Övre Arvträsket, sjö i Lycksele kommun och Lappland 64°34′05″N 18°57′23″Ö / 64.56794°N 18.95637°Ö
- Övre Kvarnträsket, sjö i Arvidsjaurs kommun och Lappland 65°18′58″N 19°26′34″Ö / 65.31616°N 19.44268°Ö
- Övre Låktaträsket, sjö i Sorsele kommun och Lappland 65°42′45″N 16°54′52″Ö / 65.71238°N 16.91457°Ö
- Övre Osaträsket, sjö i Sorsele kommun och Lappland 65°38′03″N 17°16′24″Ö / 65.63427°N 17.27326°Ö
- Övre Stenträsket, sjö i Sorsele kommun och Lappland 65°59′39″N 16°17′36″Ö / 65.99410°N 16.29325°Ö
- Övre Vinterträsket, sjö i Storumans kommun och Lappland 65°40′29″N 14°56′15″Ö / 65.67465°N 14.93758°Ö
- Övrefiskoträsket, sjö i Sorsele kommun och Lappland 65°46′51″N 16°44′08″Ö / 65.78075°N 16.73559°Ö
- Övresotträsket, sjö i Storumans kommun och Lappland 65°56′35″N 14°48′02″Ö / 65.94297°N 14.80058°Ö